# Assedio di Vicksburg
L'assedio di Vicksburg, durato dal 18 maggio al 4 luglio 1863, fu l'ultima consistente operazione militare nell'ambito della Campagna di Vicksburg all'interno del Teatro Occidentale della guerra di secessione americana.
Attuando una serie di manovre atte a fiaccarne la resistenza il Maggior generale Ulysses S. Grant e la sua Armata del Tennessee attraversarono il fiume Mississippi e misero sotto uno stato di stretto assedio l'Armata confederata del Mississippi guidata dal Luogotenente generale John Clifford Pemberton nelle linee difensive che circondavano la città fortificata di Vicksburg.
Il centro urbano al centro dello Stato del Mississippi costituiva l'ultima roccaforte confederata posta sulle rive del grande fiume; catturandola venne completata la 2ª parte della strategia settentrionale, il cosiddetto Piano Anaconda. Quando due importanti assalti (verificatisi il 19 e il 22 maggio) contro le fortificazioni vennero respinti con pesanti perdite, Grant decise di assediare ufficialmente la città a partire dal 25 seguente; dopo aver resistito per più di 40 giorni, con le forniture di rifornimenti quasi del tutto scomparse, la guarnigione si arrese definitivamente il 4 luglio.
La conclusione estremamente positiva dell'intera campagna e il pieno successo conseguito diminuì significativamente la capacità degli Stati Confederati d'America di mantenere ad alto livello il proprio sforzo bellico. Alcuni storici suggeriscono che lo scontro decisivo fu in realtà la battaglia di Champion Hill la quale, una volta vinta da Grant, rese la vittoria nel successivo assedio una conclusione quasi del tutto scontata. Quest'azione, combinata con il successo nell'assedio di Port Hudson conquistato ad opera di Nathaniel Banks il 9 luglio, portò all'Unione il controllo completo del Mississippi fino al termine del conflitto.
La resa del 4 luglio viene comunemente considerata, assieme alla sconfitta di Robert Edward Lee nella battaglia di Gettysburg e il ritiro da Gettysburg - un arretramento generalizzato nel Teatro orientale - a partire da quello stesso giorno, come il punto di svolta della guerra. La conseguenza fu di tagliar fuori gli Stati dell'Arkansas, della Louisiana e del Texas dal resto della Confederazione e dividendola in tal modo efficacemente in due tronconi per il resto della durata del conflitto.
La vittoria dell'Unione interruppe anche definitivamente la comunicazione tra il centro orientale confederato e il Teatro Trans-Mississippi, ossia il Territorio Confederato dell'Arizona, l'Arkansas, la Louisiana, il Missouri e infine il Texas.

## Antefatti
Già a partire dall'anno precedente, quando il 1º maggio 1862 con un audace colpo di mano l'ammiraglio David G. Farragut ottenne una strepitosa vittoria nella Battaglia di New Orleans - città situata sul golfo del Messico alla foce del Mississippi - era aperta la porta di accesso per invadere gli Stati confederati attraverso la rotta del sistema fluviale.

### Situazione militare
Dopo aver attraversato il Mississippi a Sud di Vicksburg all'altezza di Bruinsburg e direttosi a nord-est Grant si aggiudicò la battaglia di Port Gibson (1º maggio), la battaglia di Raymond (12 maggio) e la battaglia di Jackson (14 maggio) - quest'ultima con la cattura della capitale statale di Jackson - costringendo Pemberton a ritirare i propri reparti verso Ovest; i tentativi compiuti per fermare l'avanzata dell'Unione prima a Champion Hill (16 maggio) e poi nella battaglia di Big Black River Bridge (17 maggio) risultarono senza alcun esito, rivelandosi così un completo fallimento.
Il comandante confederato sapeva bene che il Corpo a disposizione di William Tecumseh Sherman si stava preparando a fiancheggiarlo da Nord con l'intento di aggirarlo; non ebbe pertanto altra scelta se non quella di arretrare per evitare di rimanere accerchiato; Pemberton bruciò e distrusse i ponti sul "Big Black River" e confiscò tutto ciò che poteva risultare commestibile lungo il suo cammino, sia animale sia vegetale, mentre si apprestava ad asserragliarsi nella ben fortificata città di Vicksburg con i maggiori approvvigionamenti possibili.

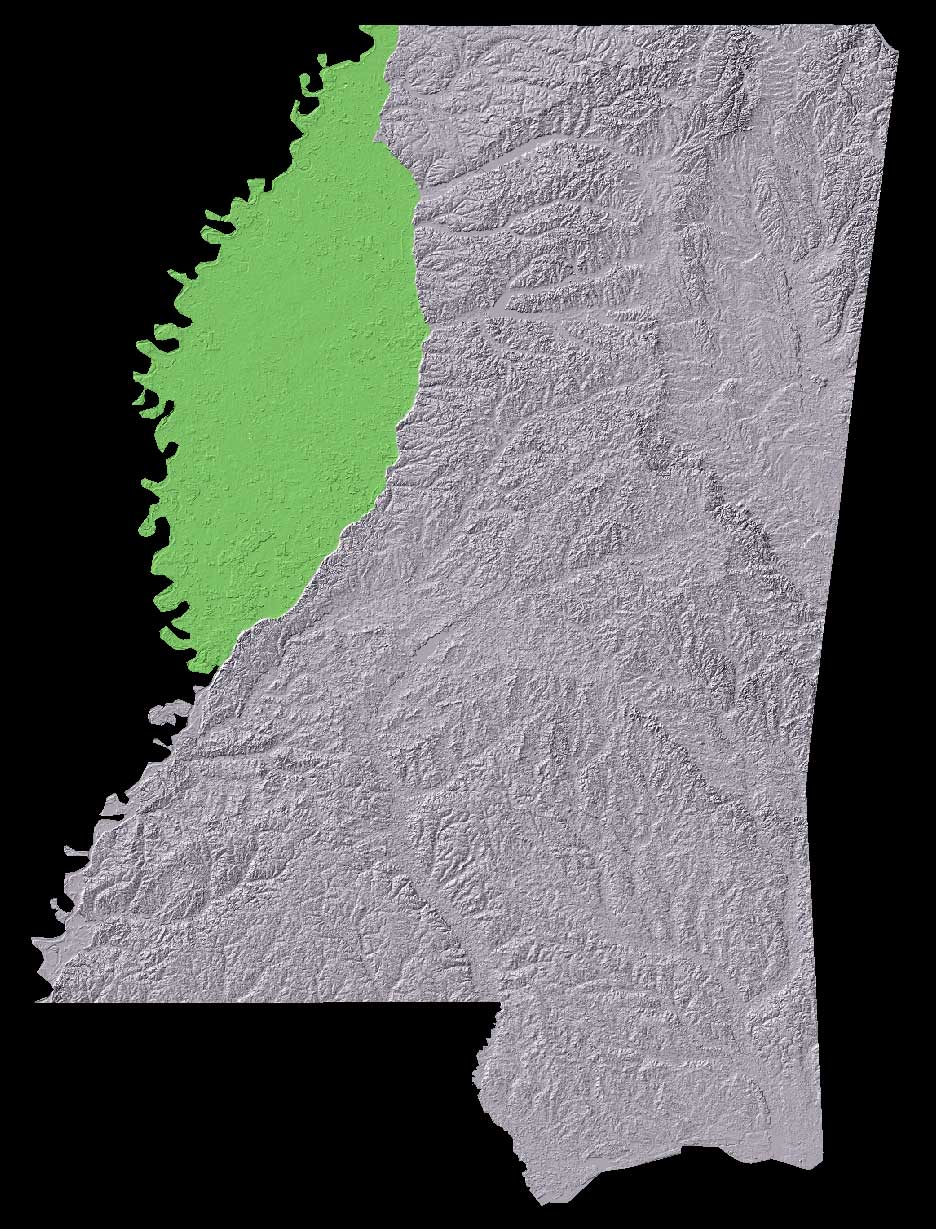
L'area del bacino del delta fluviale dello Yazoo.

I confederati evacuarono "Hayne's Bluff", che venne occupata dalla cavalleria di Sherman il 19 maggio; in tal modo le navi a vapore unioniste non dovettero più sottostare ai cannoneggiamenti provenienti da Vicksburg essendo ora in grado di attraccare sulle banchine del fiume Yazoo. Grant poté da questo momento in poi ricevere i rifornimenti con maggior frequenza e più velocemente rispetto alla rotta precedente che attraversava la Louisiana oltrepassando il fiume che attraversava il Grand Gulf e Bruinsburg per poi risalire verso Nord.

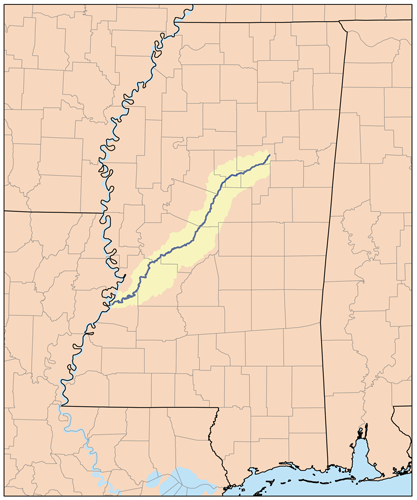
Il corso del Big Black River.

Più della metà dell'esercito di Pemberton era andato irrimediabilmente perduto nelle due precedenti battaglie e molti si attendevano che Joseph Eggleston Johnston - al comando del "Dipartimento del West" - alleggerisse il peso contro Vicksburg, cosa che però non fece. Grosse masse di truppe dell'Unione si trovavano in marcia per investire con la loro forza d'urto la città, riparando i ponti bruciati sul Big Black River ed incrociando l'esercito di Grant il 18 maggio. Johnston inviò un dispaccio a Pemberton chiedendogli di sacrificare la città e così salvare le sue truppe, cosa che questi non avrebbe fatto probabilmente influenzato dal timore di ricevere una condanna da parte dell'opinione pubblica se avesse abbandonato Vicksburg al suo destino.
Troppo scoraggiato per riuscire a pensare con chiarezza un piano di risoluzione per la situazione venutasi a creare sceglierà di mantenere l'esercito a sostegno della città, piuttosto che farla evacuare e dirigersi a Nord dove sarebbe potuto fuggire immergendosi nelle campagne. Quando prese la decisione di portare l'esercito a Vicksburg egli sigillò il destino delle sue truppe e della città che era così determinato a difendere.»
(-Vicksburg, Michael B. Ballard.)

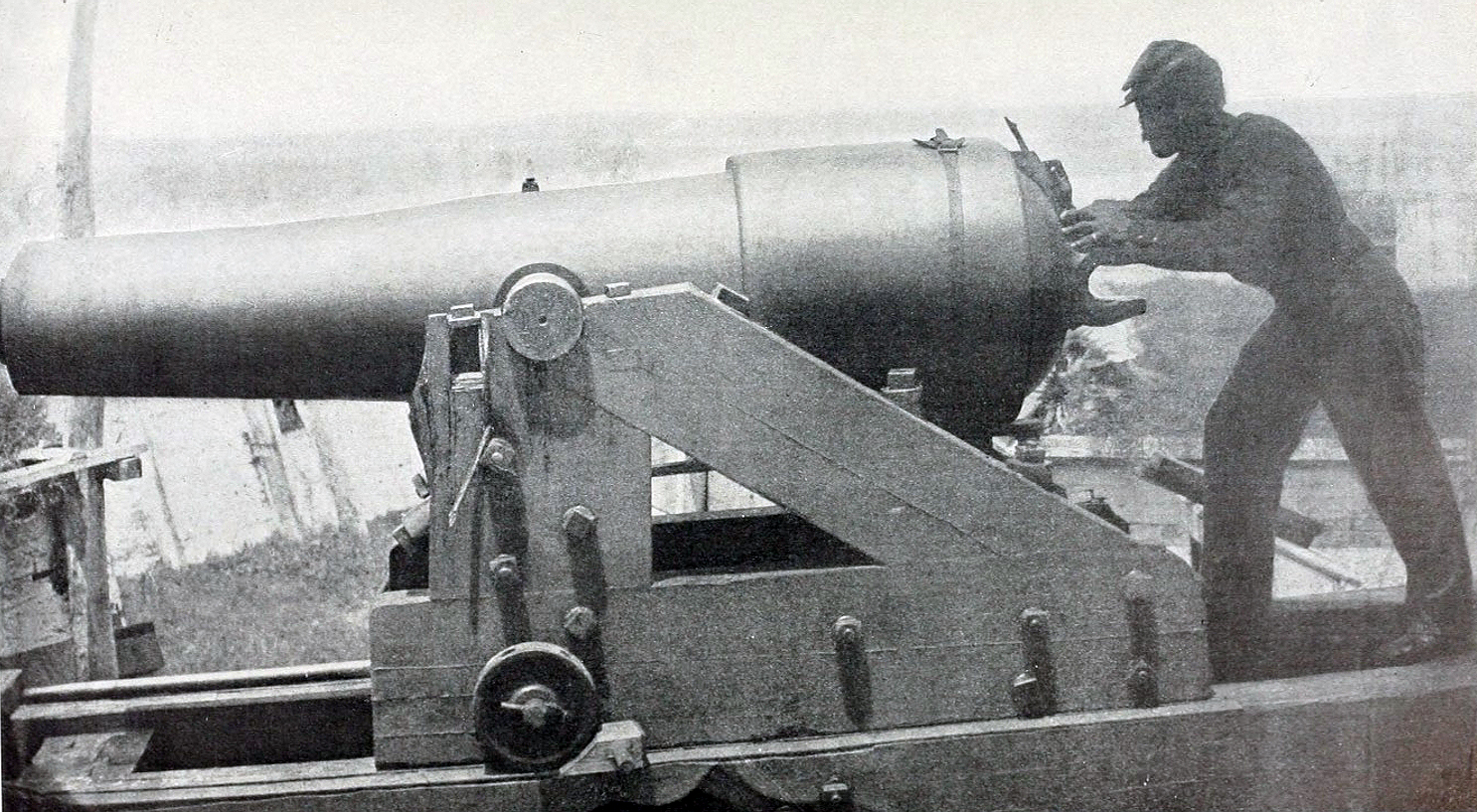
"Whistling Dick" era il nome dato a questo specifico cannone confederato da 18 libbre a causa del particolare rumore prodotto dai suoi proiettili. Faceva parte delle batterie difensive che fronteggiavano il fiume; il 28 maggio con i suoi colpi riuscì prima ad incendiare e poi ad affondare la USS Cincinnati.

### Fortificazioni
Mentre le truppe confederate si avvicinavano in una marcia forzata sempre più alla città, Pemberton poteva immettere soltanto 18 500 effettivi sulle sue linee; Grant ne possedeva oltre 35 000, con ulteriori rinforzi che stavano per sopraggiungere. Il difensore aveva tuttavia il vantaggio costituito dai terreni e dalle fortificazioni i quali la rendevano quasi inespugnabile.
La linea difensiva correva attorno a Vicksburg per quasi 6,5 miglia, basata su un terreno a diverse altitudini comprendente colline e protuberanze con angolazioni assai ripide le quali avrebbero costretto l'attaccante a salire sotto la minaccia costante del fuoco nemico; il perimetro comprendeva una varietà di cannoni, fortini, trincee, ridotte e lunette.
Le principali fortificazioni includevano "Fort Hill", un alto promontorio a Nord del centro abitato, lo "Stockade Redan" il quale dominava l'approccio alla città da Nord-est, il "3rd Louisiana Redan", la "Great Redoubt", la "Railroad Redoubt" la quale era messa a protezione del vuoto che si creava nella rete ferroviaria che entrava in città, lo "Square Fort" (Fort Garrott) - un saliente lungo la "Hall's Ferry Road" - ed infine il "South Fort".
Venne fatto costruire velocemente, soprattutto sulla riva sinistra del fiume, un campo trincerato dotato di potenti cannoni navali in grado di bloccare l'accesso alla flotta avversaria, addirittura circondato da paludi. Le cannoniere dell'Union Navy cercarono più volte di forzare il passaggio, ma furono sempre irrimediabilmente respinte dal tiro concentrato dell'artiglieria nemica, che con i grossi calibri sparava dalla riva sulle navi quasi a bruciapelo.

## Forze in campo

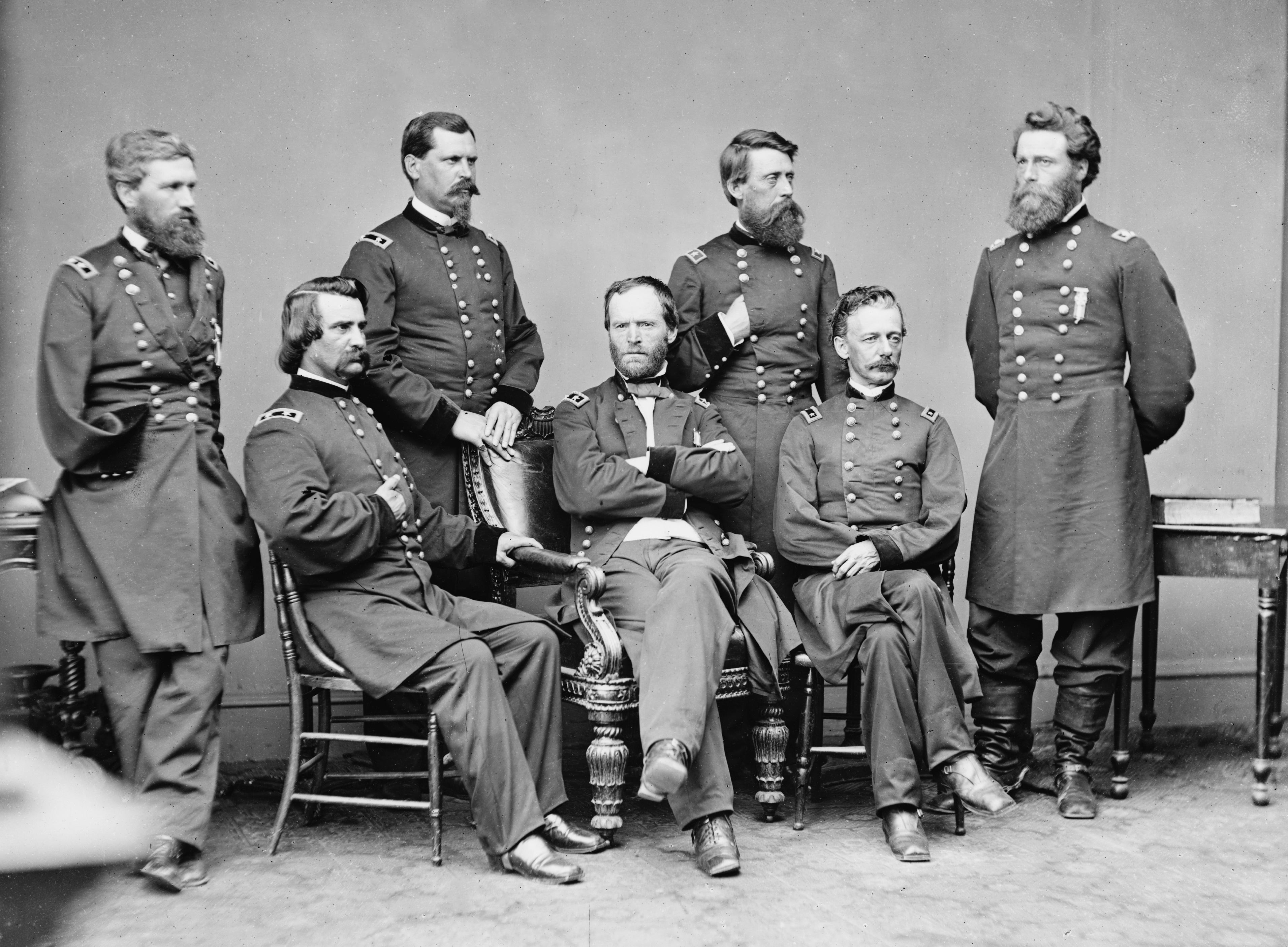
W. T. Sherman (seduto al centro) attorniato dai colleghi dell'Armata del Tennessee Oliver O. Howard, John A. Logan, William B. Hazen, Jefferson Columbus Davis, Henry Warner Slocum e Joseph Anthony Mower.

| Comandanti d'Armata avversari nel corso dell'assedio di Vicksburg                                                                                       |
| --- |
| - Maggior generale Ulysses S. Grant, Armata del Tennessee, USA - Luogotenente generale John Clifford Pemberton, Armata confederata del Mississippi, CSA |

### Unione

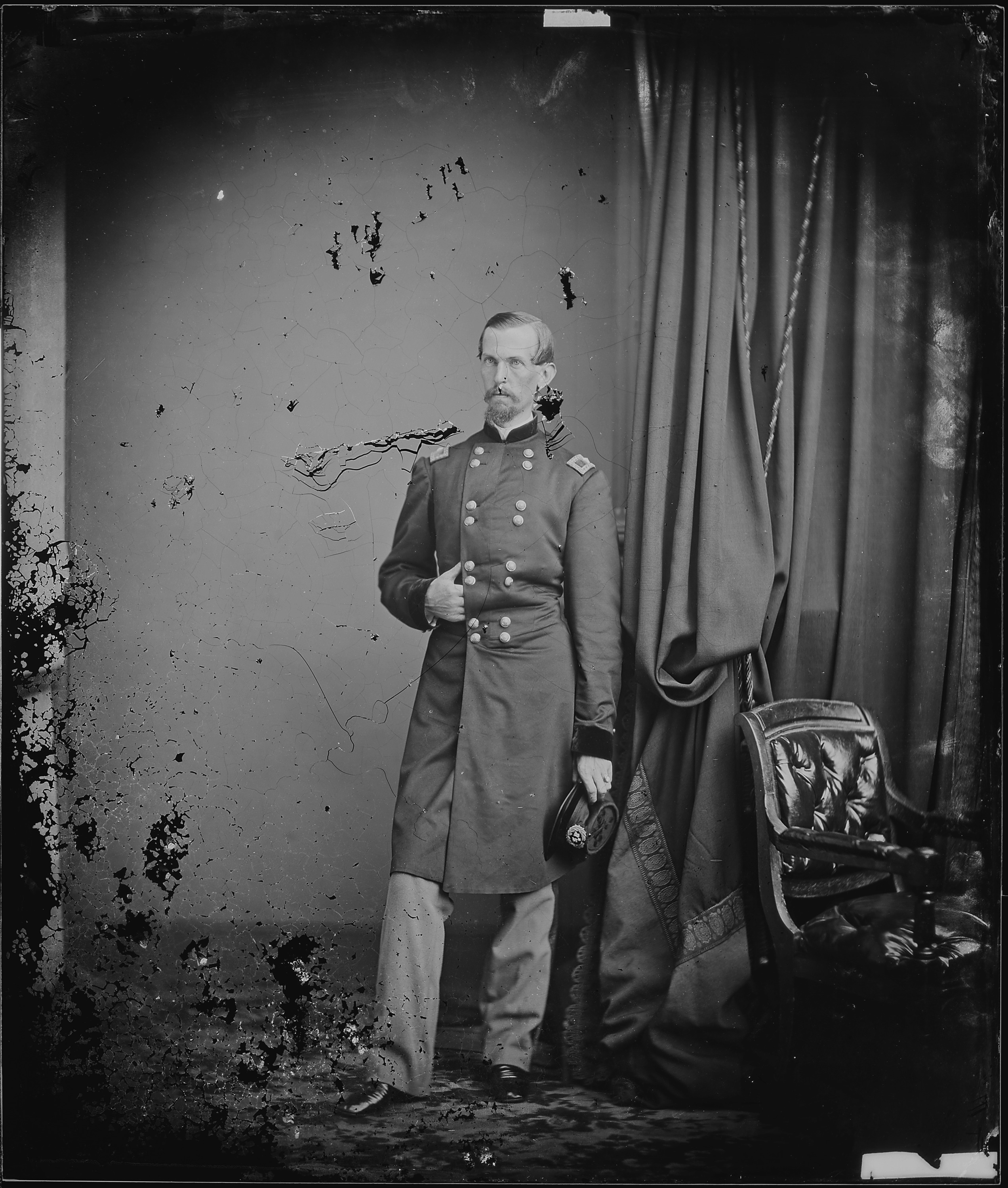
Foto del Brigadier generale Jeremiah Cutler Sullivan.

Il Maggior generale Ulysses S. Grant dell'Armata del Tennessee diresse 5 Corpi d'Armata lungo tutta la durata dell'assedio:
- IX Corps, sotto il Maggior generale John Parke;
- XIII Corps, sotto il Maggior generale John Alexander McClernand;
- XV Corps, sotto il Maggior generale William Tecumseh Sherman;
- XVI Corps (distaccato), sotto il Maggior generale Cadwallader Colden Washburn;
- XVII Corps, sotto il Maggior Generale James B. McPherson.

| Comando unionista                                                                                     |
| --- |
| - John Parke - John A. McClernand - William T. Sherman - Cadwallader C. Washburn - James B. McPherson |

- Maggior generale Ulysses S. Grant, al comando.

Stato maggiore esecutivo
- Sostituto Ispettore generale: Brigadier generale Jeremiah Cutler Sullivan
- Comandante dei Trasporti: Colonnello Joseph Dana Webster
- Capo di Stato Maggiore: Luogotenente colonnello John Aaron Rawlins

Quartier generale
- Scorta - 4th Illinois Cavalry, Compagnia A: Capitano Embury D. Osband;
- Genio militare - Bissell's Engineer Regiment of the West: Maggiore William Tweeddale;
- Mississippi Marine Brigade: Brigadier generale Alfred Washington Ellet[13];
- United States Ram Fleet: Colonnello Charles Rivers Ellet;
- 1st Battalion Infantry: Luogotenente colonnello George E. Currie;
- 1st Battalion Cavalry: Maggiore James M. Hubbard;
- Batteria d'artiglieria: Capitano Daniel Walling.

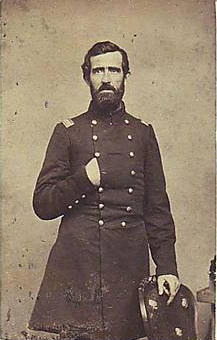
Foto del Brigadier generale Thomas Welsh.

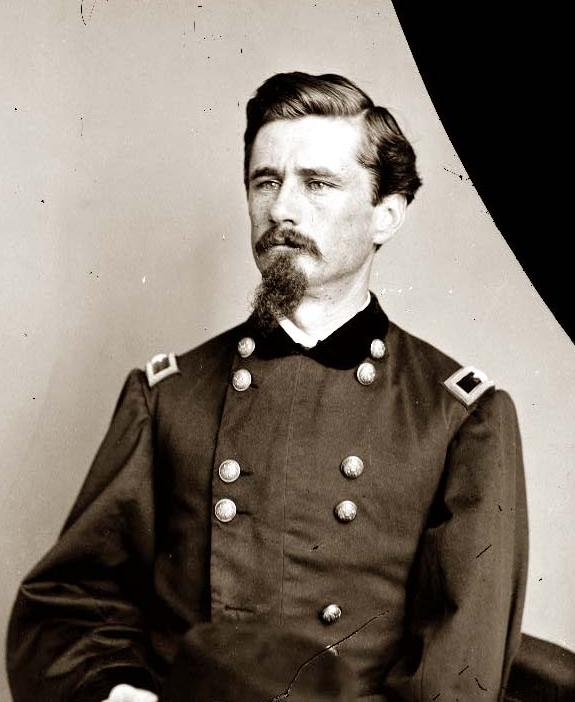
Foto del Colonnello John Irvin Curtin.

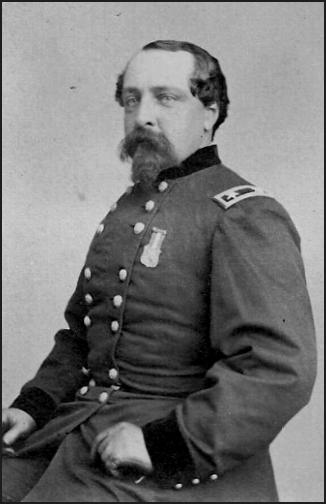
Foto del Brigadier generale italoamericano Edward Ferrero.

Fonti:

#### IX Corpo 'Armata
- Maggior generale John Parke.

| Divisioni                                           | Brigate                                      | Reggimenti e Altri |
| --------------------------------------------------- | -------------------------------------------- | --- |
| 1ª Divisione Bigadier generale Thomas Welsh         | 1ª Brigata Colonnello Henry Bowman           | - 36th Massachusetts Volunteer Infantry: Luogotenente colonnello John B. Norton - 17th Michigan Volunteer Infantry Regiment: Luogotenente colonnello Constant Luce - 27th Michigan Volunteer Infantry Regiment: Colonnello Dorus M. Fox - 45th Pennsylvania Infantry: Colonnello John Irvin Curtin                                                                         |
| 1ª Divisione Bigadier generale Thomas Welsh         | 3ª Brigata Colonnello Daniel Leasure         | - 2nd Michigan Volunteer Infantry Regiment: Colonnello William Humphrey - 8th Michigan Volunteer Infantry Regiment: Colonnello Frank Graves - 20th Michigan Volunteer Infantry Regiment: Luogotenente colonnello W. Huntington Smith - 79th New York Volunteer Infantry: Colonnello David Morrison - 100th Pennsylvania Infantry: Luogotenente colonnello Mathew M. Dawson |
| 1ª Divisione Bigadier generale Thomas Welsh         | Artiglieria                                  | - Battery D, Pennsylvania Light: Capitano George W. Durell |
| 2ª Divisione Brigadier generale Robert Brown Potter | 1ª Brigata Colonnello Simon Goodell Griffin  | - 6th New Hampshire Volunteer Infantry: Luogotenente colonnello Henry H. Pearson - 9th New Hampshire Volunteer Infantry: Colonnello Herbert B. Titus - 7th Rhode Island Infantry: Colonnello Zenas Randall Bliss |
| 2ª Divisione Brigadier generale Robert Brown Potter | 2ª Brigata Brigadier generale Edward Ferrero | - 35th Regiment Massachusetts Volunteer Infantry: Colonnello Sumner Carruth - 11th New Hampshire Volunteer Regiment: Luogotenente colonnello Moses N. Collins - 51st New York Volunteer Infantry: Colonnello Charles Le Gendre - 51st Pennsylvania Infantry: Colonnello John Frederick Hartranft                                                                           |
| 2ª Divisione Brigadier generale Robert Brown Potter | 3ª Brigata Colonnello Benjamin Caspar Christ | - 29th Regiment Massachusetts Volunteer Infantry: Luogotenente colonnello Joseph H. Barnes - 46th New York Volunteer Infantry: Colonnello Joseph P. Gerhardt - 50th Pennsylvania Infantry: Luogotenente Thomas S. Brenholtz |
| 2ª Divisione Brigadier generale Robert Brown Potter | Artiglieria                                  | - Battery L, 2nd New York Light: Capitano Jacob Roemer |
|                                                     | Riserva artiglieri                           | - Battery E, 2nd United States: Luogotenente Samuel Nicoll Benjamin |

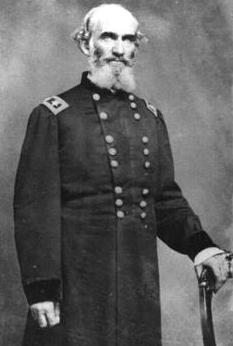
Foto del Brigadier generale Andrew Jackson Smith.

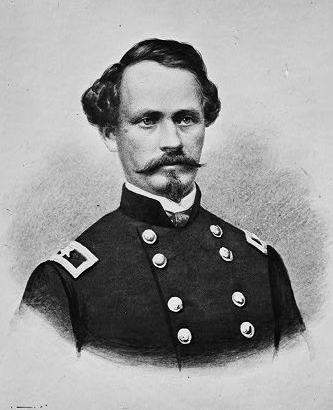
Foto del Brigadier generale Alvin Peterson Hovey.

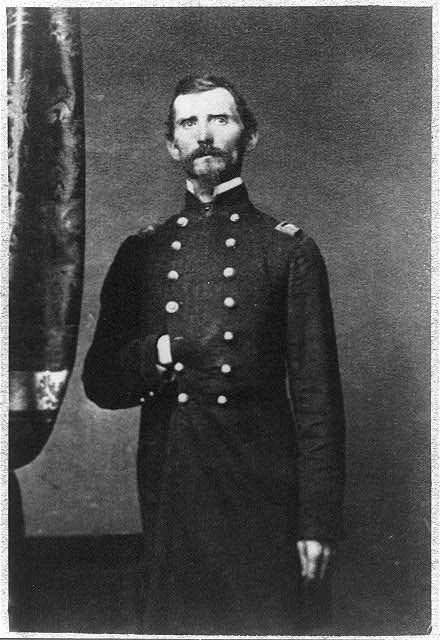
Foto del Brigadier generale George Francis McGinnis.

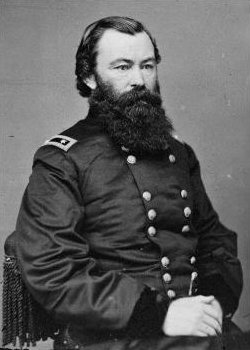
Foto del Brigadier generale William Plummer Benton.

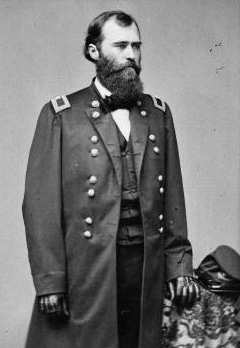
Foto del Brigadier generale Eugene Asa Carr.

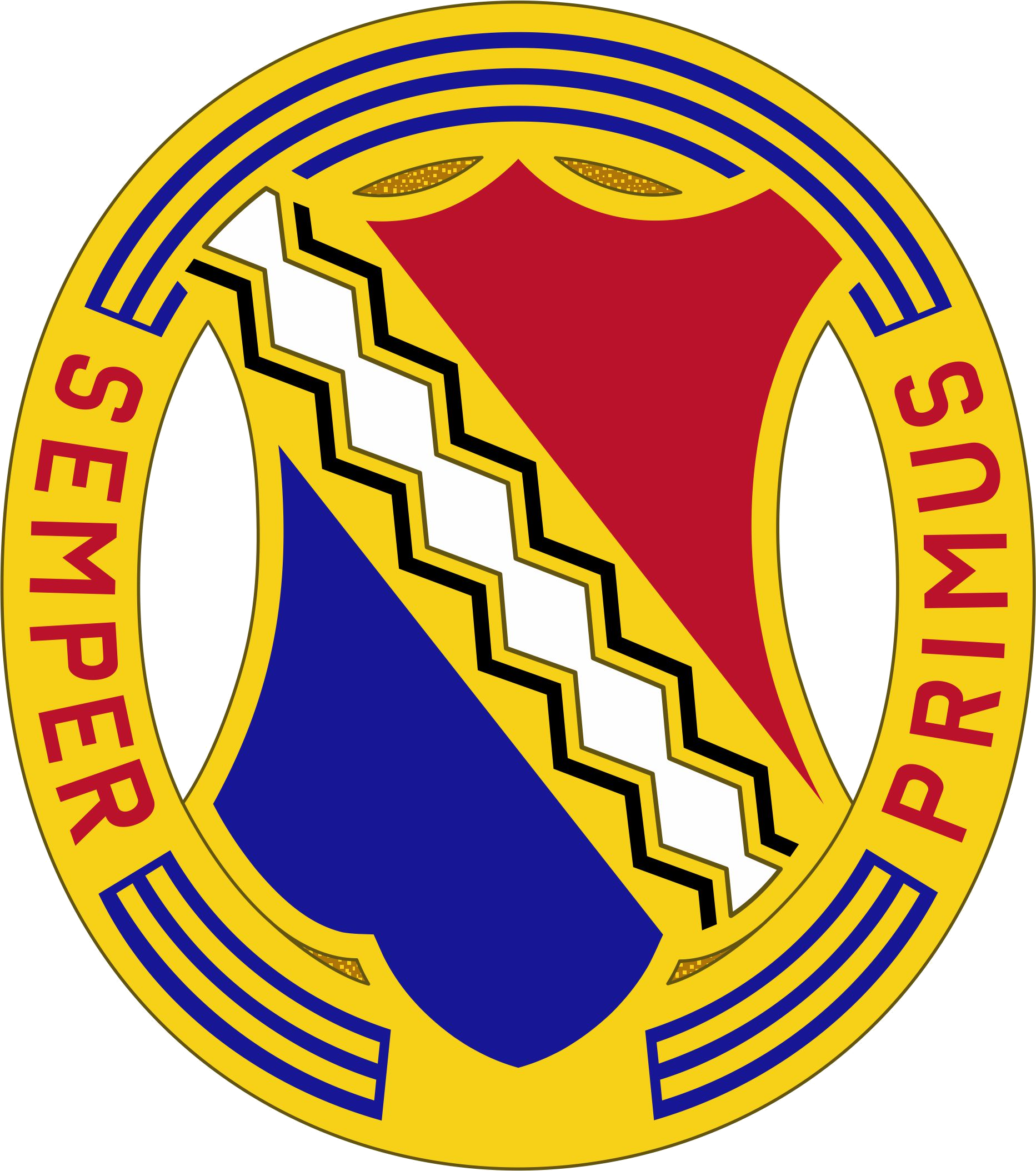
Vessillo della 1st United States Infantry.

#### XIII Corpo d'Armata
- Maggio generale John A. McClernand
- Maggior generale Edward Ord
- Scorta - 3rd Regiment Illinois Volunteer Cavalry, Compagnia L: Capitano David R. Sparks
- Prelustratori - Patterson's Independent Company Kentucky Volunteer Engineers: Capitano William F. Patterson

| Divisioni | Brigate | Reggimenti e Altri |
| --- | --- | --- |
| 9ª Divisione Brigadier generale Peter Joseph Osterhaus | 1ª Brigata Brigadier generale Albert Lindley Lee (ferito) Colonnello James Keigwin                         | - 118th Illinois Volunteer Infantry Regiment: Colonnello John G. Fonda - 49th Regiment Indiana Infantry: Maggiore Arthur J. Hawhe, Luogotenente colonnello Joseph H. Thornton - 69th Regiment Indiana Infantry: Colonnello Thomas Warren Bennett, Luogotenente colonnello Oran Perry - 7th Regiment Kentucky Volunteer Infantry: Luogotenente colonnello John Lucas, Colonnello Reuben May - 120th Ohio Infantry: Colonnello Marcus M. Spiegel                                         |
| 9ª Divisione Brigadier generale Peter Joseph Osterhaus | 2ª Brigata Colonnello Daniel W. Lindsey                                                                    | - 54th Indiana Infantry Regiment: Colonnello Fielding Mansfield - 22nd Regiment Kentucky Volunteer Infantry: Luogotenente colonnello George W. Monroe - 16th Ohio Infantry: Capitano Eli W. Botsford, Maggiore Milton Mills - 42nd Ohio Infantry: Luogotenente colonnello Don Albert Pardee, Colonnello Lionel Allen Sheldon - 114th Ohio Infantry: Colonnello John Cradlebaugh, Luogotenente colonnello John H. Kelly                                                                 |
| 9ª Divisione Brigadier generale Peter Joseph Osterhaus | Cavalleria                                                                                                 | - 2nd Regiment Illinois Volunteer Cavalry (5 compagnie): Luogotenente colonnello Daniel B. Bush, Jr. - 3rd Regiment Illinois Volunteer Cavalry (3 compagnie): Capitano John L. Campbell - 6th Missouri Volunteer Cavalry (7 compagnie): Colonnello Clark Wright |
| 9ª Divisione Brigadier generale Peter Joseph Osterhaus | Artiglieria Capitano Jacob T. Foster                                                                       | - 7th Battery, Michigan Light: Capitano Charles H. Lanphere - 1st Independent Battery Wisconsin Light Artillery: Luogotenente Oscar F. Nutting |
| 10ª Divisione Brigadier generale Andrew Jackson Smith - Scorta - 4th Indiana Cavalry, Compagnia C: Capitano Andrew P. Gallagher                                     | 1ª Brigata Brigadier generale Stephen Gano Burbridge                                                       | - 16th Regiment Indiana Infantry: Colonnello Thomas J. Lucas, Maggiore James H. Redfield - 60th Indiana Infantry Regiment: Colonnello Richard Owen - 67th Regiment Indiana Infantry: Luogotenente colonnello Theodore E. Buehler - 83rd Ohio Infantry: Colonnello Frederick W. Moore - 96th Ohio Infantry: Colonnello Joseph W. Vance - 23rd Wisconsin Volunteer Infantry Regiment: Colonnello Joshua James Guppey, Luogotenente colonnello William Freeman Vilas                      |
| 10ª Divisione Brigadier generale Andrew Jackson Smith - Scorta - 4th Indiana Cavalry, Compagnia C: Capitano Andrew P. Gallagher                                     | 2ª Brigata Colonnello William Jennings Landram                                                             | - 77th Illinois Volunteer Infantry Regiment: Colonnello David P. Grier - 97th Illinois Volunteer Infantry Regiment: Colonnello Friend S. Rutherford, Luogotenente colonnello Lewis D. Martin - 130th Illinois Volunteer Infantry Regiment: Colonnello Nathaniel Niles - 19th Regiment Kentucky Volunteer Infantry: Luogotenente colonnello John Cowan, Maggiore Josiah J. Mann - 48th Ohio Infantry: Luogotenente colonnello Job R. Parker, Colonnello Peter John Sullivan             |
| 10ª Divisione Brigadier generale Andrew Jackson Smith - Scorta - 4th Indiana Cavalry, Compagnia C: Capitano Andrew P. Gallagher                                     | Artiglieria                                                                                                | - Chicago Mercantile Independent Battery Light Artillery: Capitano Patrick H. White - 17th Ohio Battery Light: Capitano Ambrose A. Blount, Capitano Charles S. Rice |
| 12ª Divisione Brigadier generale Alvin Peterson Hovey - Scorta - 1st Indiana Cavalry, Compagnia C: Luogotenente James L. Carey                                      | 1ª Brigata Brigadier generale George Francis McGinnis                                                      | - 11th Regiment Indiana Infantry: Luogotenente colonnello William W. Darnall - 24th Regiment Indiana Infantry: Colonnello William T. Spicely - 34th Regiment Indiana Infantry: Colonnello Robert Alexander Cameron, Maggiore Robert B. Jones, Colonnello Robert A. Cameron - 46th Regiment Indiana Infantry: Colonnello Thomas H. Bringhurst - 29th Wisconsin Volunteer Infantry Regiment: Colonnello Charles R. Gill, Luogotenente colonnello William A. Greene                       |
| 12ª Divisione Brigadier generale Alvin Peterson Hovey - Scorta - 1st Indiana Cavalry, Compagnia C: Luogotenente James L. Carey                                      | 2ª Brigata Colonnello James Richard Slack                                                                  | - 87th Illinois Volunteer Infantry Regiment: Colonnello John E. Whiting - 47th Regiment Indiana Infantry: Luogotenente colonnello John A. McLaughlin - 24th Iowa Volunteer Infantry Regiment: Colonnello Eber C. Byam, Luogotenente colonnello John Q. Wilds - 28th Iowa Volunteer Infantry Regiment: Colonnello John Connell - 56th Ohio Infantry: Colonnello William H. Raynor |
| 12ª Divisione Brigadier generale Alvin Peterson Hovey - Scorta - 1st Indiana Cavalry, Compagnia C: Luogotenente James L. Carey                                      | Artiglieria                                                                                                | - Battery A, 1st Missouri Light Artillery: Capitano George W. Schofield - 2nd Ohio Battery Light: Luogotenente Augustus Beach - 16th Ohio Battery Light: Luogotenente Russell P. Twist |
| 14ª Divisione Brigadier generale Eugene Asa Carr - Scorta - 3rd Illinois Volunteer Cavalry Regiment, Compagnia G: Capitano Enos McPhail, Capitano Samuel S. Marrett | 1* Brigata Brigadier generale William Plummer Benton Colonnello Henry Dana Washburn Colonnello David Shunk | - 33rd Illinois Volunteer Infantry Regiment: Colonnello Charles Ellet Lippincott - 99th Illinois Volunteer Infantry Regiment: Colonnello George W. K. Bailey, Luogotenente colonnello Lemuel Parke - 8th Indiana Infantry Regiment: Colonnello David Shunk, Maggiore Thomas Jefferson Brady - 18th Indiana Infantry Regiment: Colonnello Henry D. Washburn, Capitano Jonathan H. Williams - 1st United States Infantry: Maggiore Maurice Maloney                                       |
| 14ª Divisione Brigadier generale Eugene Asa Carr - Scorta - 3rd Illinois Volunteer Cavalry Regiment, Compagnia G: Capitano Enos McPhail, Capitano Samuel S. Marrett | 2ª Brigata Brigadier generale Michael Kelly Lawler                                                         | - 21st Iowa Volunteer Infantry Regiment: Luogotenente colonnello Cornelius W. Dunlap, Maggiore Salue G. Van Anda - 22nd Iowa Volunteer Infantry Regiment: Colonnello William Milo Stone, Luogotenente colonnello Harvey Graham, Maggiore Joseph B. Atherton, Capitano James Robertson, Capitano Charles N. Lee - 23rd Iowa Volunteer Infantry Regiment: Colonnello Samuel L. Glasgow - 11th Wisconsin Volunteer Infantry Regiment: Colonnello Charles L. Harris, Maggiore Arthur Platt |
| 14ª Divisione Brigadier generale Eugene Asa Carr - Scorta - 3rd Illinois Volunteer Cavalry Regiment, Compagnia G: Capitano Enos McPhail, Capitano Samuel S. Marrett | Artiglieria                                                                                                | - Battery "A", 2nd Regiment Illinois Volunteer Light Artillery: Luogotenente Frank B. Fenton, Capitano Peter Davidson - 1st Independent Battery Indiana Light Artillery: Capitano Martin Klauss |

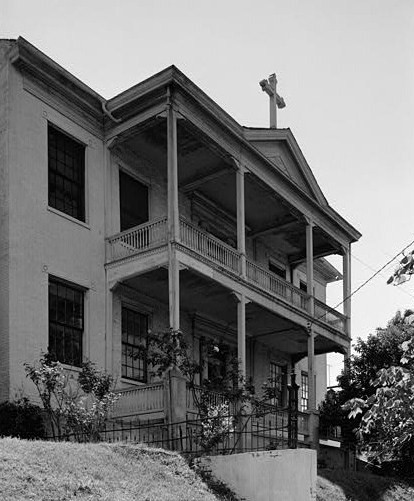
Il quartier generale di Pemberton, "Willis-Cowan House", a Vicksburg.

### Confederazione
L'Armata confederata del Mississippi del Luogotenente generale John C. Pemberton all'interno della linea di Vicksburg era composto da 4 divisioni, rispettivamente sotto il comando dei Maggiori generali:
- Carter Littlepage Stevenson;
- John Horace Forney;
- Martin Luther Smith;
- John Stevens Bowen.

| Comando confederato                                                      |
| ------------------------------------------------------------------------ |
| - Carter L. Stevenson - John H. Forney - Martin L. Smith - John S. Bowen |

Fonti:
| Divisioni                                                 | Brigate                                                                                      | Reggimenti e Altri |
| --------------------------------------------------------- | -------------------------------------------------------------------------------------------- | --- |

Vessillo della brigata Cumming.

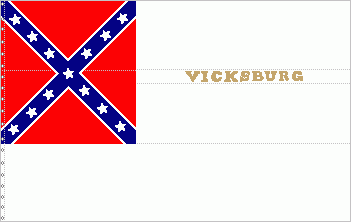
Vessillo della Waul's Texas Legion.

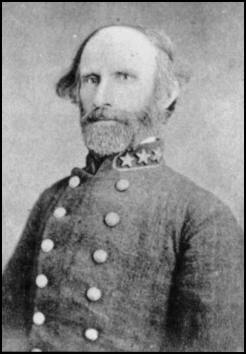
Foto del Colonnello Alexander Welch Reynolds.

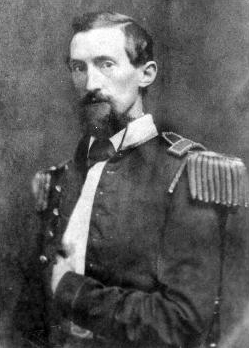
Foto del Brigadier generale Francis Asbury Shoup.

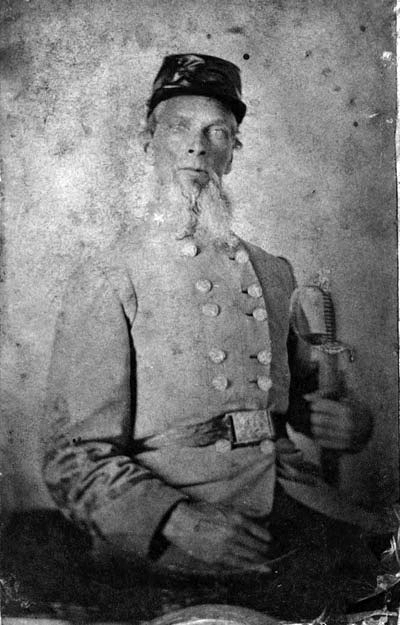
Foto del Brigadier generale Martin Edwin Green.

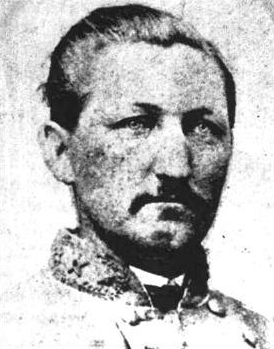
Colonnello Thomas Pleasant Dockery.

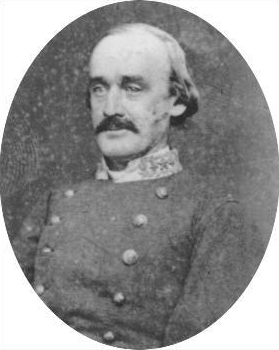
Foto del Colonnello Edward Higgins.

| Stevenson's Division Maggior generale Carter L. Stevenson | 1ª Brigata Brigadier henerale Seth Maxwell Barton                                            | - 40th Georgia: Luogotenente colonnello Robert M. Young - 41st Georgia: Colonnello William E. Curtiss - 42nd Georgia: Colonnello Robert Johnson Henderson - 43rd Georgia Volunteer Infantry: Colonnello Skidmore Harris (ucciso), Capitano Mathadeas M. Grantham - 52nd Georgia: Maggiore John Jay Moore - Hudson's (Mississippi) Battery: Luogotenente Milton H. Trantham - Pointe Coupee (Louisiana) Artillery Co A (section/2 guns): Luogotenente John Yoist - Pointe Coupee (Louisiana) Artillery, Co C (4 guns): Capitano Alexander Chust |
| Stevenson's Division Maggior generale Carter L. Stevenson | 2ª Brigata Brigadier generale Alfred Cumming                                                 | - 34th Georgia: Colonnello James A. W. Johnson - 36th Georgia: Maggiore Charles E. Broyles - 39th Georgia: Luogotenente colonnello Joseph F. B. Jackson - 56th Georgia: Luogotenente colonnallo John T. Slaughter - 57th Georgia: Colonnello William Barkuloo - Cherokee (Georgia) Artillery: Capitano Maximilien van den Corput |
| Stevenson's Division Maggior generale Carter L. Stevenson | 3ª Brigata Brigadier generale Stephen D. Lee                                                 | - 20th Alabama: Colonnello Isham Warren Garrott (ucciso), Colonnello Edmund Winston Pettus - 23rd Alabama: Colonnello Franklin K. Beck - 30th Alabama: Capitano John C. Francis - 31st Alabama: Luogotenente colonnello Thomas M. Arrington - 46th Alabama: Capitano George E. Brewer - Alabama Battery: Capitano James F. Waddell |
| Stevenson's Division Maggior generale Carter L. Stevenson | 4ª Brigata Colonnello Alexander Welch Reynolds                                               | - 3rd Tennessee (Provisional Army): Colonnello Newton J. Lillard - 39th Tennessee: Colonnello William M. Bradford - 43rd Tennessee: Colonnello James W. Gillespie - 59th Tennessee: Colonnello William L. Eakin - 3rd Maryland Battery: Capitano John B. Rowan |
| Stevenson's Division Maggior generale Carter L. Stevenson | Waul's Texas Legion Colonnello Thomas Neville Waul                                           | - 1st Battalion (Infantry): Maggiore Eugene S. Bolling - 2nd Battalion (Infantry): Luogotenente colonnello James Wrigley - Cavalry Battalion: Luogotenente Thomas J. Cleveland - Artillery Company: Capitano John Q. Wall |
| Stevenson's Division Maggior generale Carter L. Stevenson | Aggregati                                                                                    | - 1st (Carter's) Tennessee Cavalry, Compagnia C: Capitano Richard S. Vandyke - Botetourt (Virginia) Artillery: Luogotenente James P. Wright - Signal Corps: Luogotenente C. H. Barrot |
| Forney's Division Maggio generale John H. Forney          | Hebert's Brigade Brigadier generale Louis Hébert                                             | - 3rd Louisiana: Maggiore David Pierson - 2lst Louisiana: Luogotenente colonnello John T. Plattsmier - 36th Mississippi: Colonnello William W. Witherspoon - 37th Mississippi: Colonnello Orlando S. Holland - 38th Mississippi: Capitano Daniel B. Seal - 43rd Mississippi Infantry: Colonnello Richard Harrison - 7th Mississippi Battalion: Capitano Alney M. Dozier - 2nd Alabama Artillery Battalion, Compagnia C: Luogotenente John R. Sclater - 5th Arkansas Field Battery: Luogotenente Robert N. Cotten |
| Forney's Division Maggio generale John H. Forney          | Moore's Brigade Brigadier generale John Creed Moore                                          | - 37th Alabama: Colonnello James Ferguson Dowdell - 40th Alabama: Colonnello John H. Higley - 42nd Alabama: Colonnello John W. Portis - 1st Mississippi Light Artillery (6 compagnie): Colonnello William T. Withers - 35th Mississippi: Luogotenente colonnello Charles R. Jordan - 40th Mississippi: Colonnello Wallace B. Colbert - 2nd Texas Infantry Regiment: Colonnello Ashbel Smith - Alabama battery: Capitano H.H. Sengstak - Pointe Coupee (Louisiana) Artillery, Compagnia B: Capitano William A. Davidson |
| Smith's Division Maggior generale Martin L. Smith         | Baldwin's Brigade Brigadier generale William Edwin Baldwin                                   | - 17th Louisiana: Colonnello Robert Richardson - 31st Louisiana: Luogotenente colonnello James W. Draughon - 4th Mississippi: Capitano Thomas P. Nelson - 46th Mississippi: Colonnello Claudius Wistar Sears - Tennessee Battery: Capitano Thomas F. Tobin |
| Smith's Division Maggior generale Martin L. Smith         | Vaughn's Brigade Brigadier generale John C. Vaughn                                           | - 60th Tennessee Infantry Regiment: Capitano Jonathan W. Bachman - 61st Tennessee: Luogotenente colonnello James G. Rose - 62nd Tennessee Infantry: Colonnello John A. Rowan |
| Smith's Division Maggior generale Martin L. Smith         | Shoup's Brigade Brigadier generale Francis Asbury Shoup                                      | - 26th Louisiana: Luogotenente colonnello William C. Crow - 27th Louisiana: Capitano Joseph T. Hatch - 28th (29th) Louisiana: Colonnello Allen Thomas - 1st Arkansas Field Battery: Capitano Francis McNally |
| Smith's Division Maggior generale Martin L. Smith         | Mississippi State Troops Brigadier generale John V. Harris                                   | - 5th Regiment: Colonnello Henry C. Robinson - 3rd Battalion: Luogotenente colonnello Thomas A. Burgin |
| Smith's Division Maggior generale Martin L. Smith         | Aggregati                                                                                    | - 14th Mississippi Light Artillery Battalion: Maggiore Matthew S. Ward - Mississippi Partisan Rangers: Capitano James S. Smyth - Signal Corps: Capitano Max. T. Davidson |
| Bowen's Division Maggior generale John S. Bowen           | 1st (Missouri) Brigade Colonnello Francis Marion Cockrell                                    | - 1st Missouri Infantry: Colonnello Amos C. Riley - 2nd Missouri: Maggiore Thomas M. Carter - 3rd Missouri: Maggiore James K. McDowell - 5th Missouri: Colonnello James McCown - 6th Missouri: Maggiore Stephen Cooper - Guibor's (Missouri) Battery: Luogotenente Cornelius Heffernan - Landis' (Missouri) Battery: Luogotenente John M. Langan - Wade's (Missouri) Battery: Luogotenente Richard C. Walsh |
| Bowen's Division Maggior generale John S. Bowen           | 2ª Brigata Brigadier generale Martin Edwin Green (ucciso) Colonnello Thomas Pleasant Dockery | - 15th Arkansas Infantry Regiment (Northwest): Capitano Caleb Davis - 19th Arkansas Infantry Regiment (Dockery's): Capitano James K. Norwood - 20th Arkansas Infantry Regiment: Colonnello Daniel Webster Jones - 21st (McCrae's) Arkansas Infantry Regiment: Capitano Augustus Tyler - 1st (Stirman's) Arkansas Cavalry Battalion: Capitano John J. Clark - 12th Arkansas Infantry Battalion (tiratori scelti): Luogotenente John S. Bell - 1st Missouri Cavalry Regiment (dismesso): Maggiore William C. Parker - 3rd Missouri Cavalry (dismesso): Capitano Felix Lotspeich - 3rd Missouri Battery: Capitano William E. Dawson - Lowe's (Missouri) Battery: Luogotenente Thomas Benton Catron |
| Artiglieria                                               | River Batteries Colonnello Edward Higgins                                                    | - 1st Louisiana Heavy Artillery (8 compagnie): Luogotenente colonnello Daniel Beltzhoover - 8th Louisiana Heavy Artillery Battalion (3 compagnie): Maggiore Frederick N. Ogden - 22nd Louisiana (4 compagnie): Capitano Samuel Jones - 1st Tennessee Heavy Artillery (4 compagnie): Colonnello Andrew Jackson, Jr. - Tennessee Battery: Capitano J.B. Caruthers - Tennessee Battery: Capitano Thomas N. Johnston - Tennessee Battery: Capitano J. Peyton Lynch - Vaiden (Mississippi) Battery (1st Mississippi Artillery, Battery L): Capitano Samuel C. Bains |
|                                                           | Miscellanea                                                                                  | - 54th Alabama (distaccamento): Luogotenente Joel P. Abney - City Guards: Capitano E.B. Martin - Signal Corps: Capitano C.A. King |

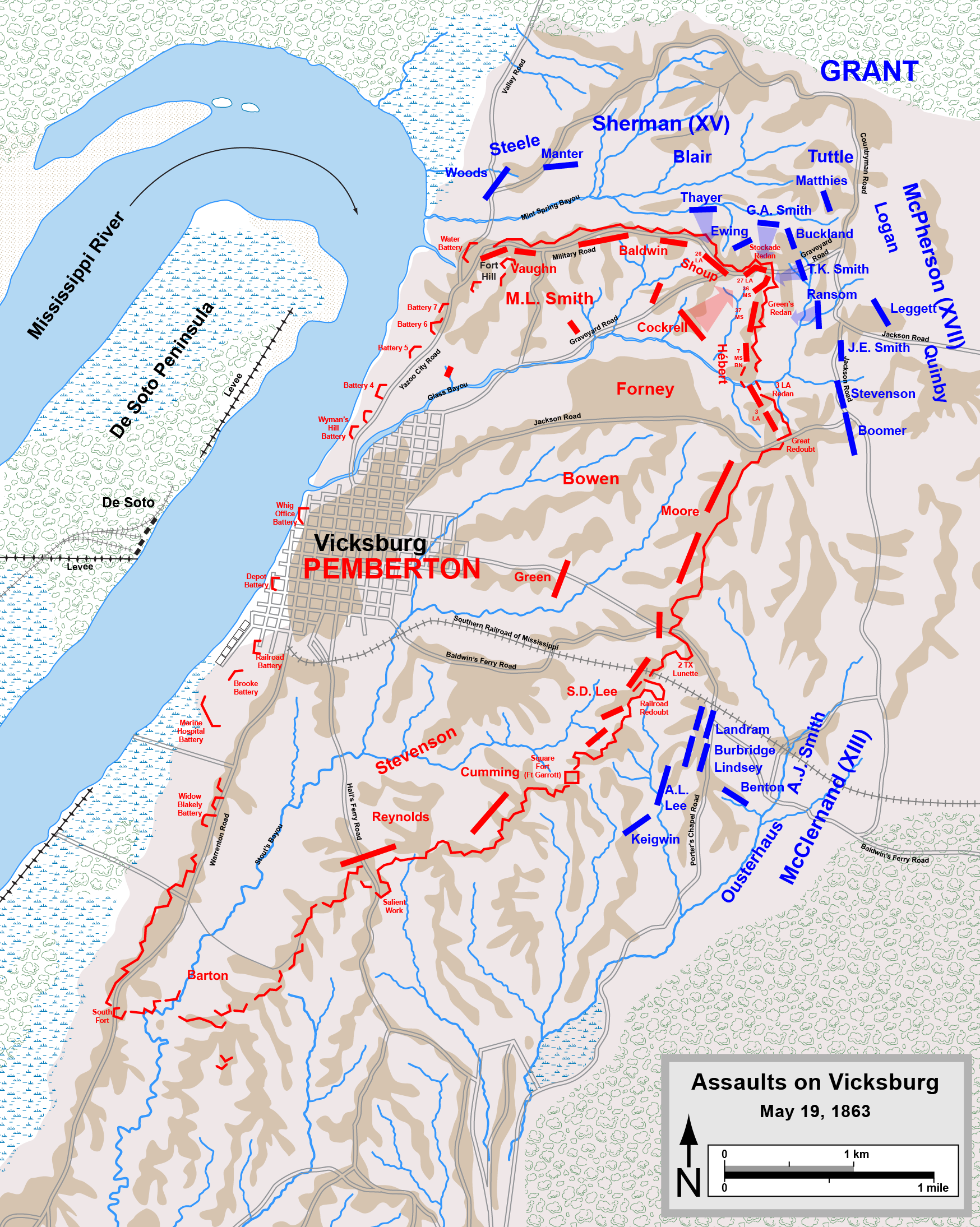
L'assalto del 19 maggio.

## Assedio
Il Comandante unionista pose in atto il suo piano di attacco principalmente sulla riva destra del Mississippi, cercando di forzare le linee nemiche con una serie di assalti generalizzati alle loro postazioni; all'inizio l'esercito di Sherman era impegnato in una schermaglia a centinaia di chilometri a Nord della città e si fece traghettare in loco dalle unità dell'Union Navy che lo attendevano nascoste dietro l'ansa del fiume.
Riuscì così a prendere di sorpresa le truppe confederate che proteggevano il campo trincerato; il nemico non poté fare affluire velocemente rinforzi per la difficoltà di manovrare tra le paludi. La questione si risolse in un precoce vantaggio per Grant.

### Inizio degli assalti
Grant voleva sopraffare i confederati prima che questi potessero organizzare pienamente le loro difese e ordinò un immediato assalto contro Stockade Redan per il 19 maggio; le truppe del Corpo d'Armata di Sherman fecero fatica ad avvicinarsi alla posizione sotto il fuoco dei cannoni e dell'artiglieria dalla 36ª Fanteria del Mississippi, la brigata comandata da Louis Hébert. Dovette affrontare un ripido burrone protetto da abbattute e attraversare un fossato largo da 1,8 a 2,4 m prima di raggiungere le mura della fortificazione, alte 5,2 m.
Questo primo tentativo fu facilmente respinto. Grant ordinò quindi un bombardamento di artiglieria per ammorbidire le difese e verso le 2 di notte la divisione di Sherman alla cui guida si trovava Frank P. Blair Jr. tentò nuovamente, ma solo un piccolo numero di uomini riuscì ad avanzare fino al fossato sotto la fortificazione. L'assalto si ridusse ad una mischia forsennata di colpi di fucile e bombe a mano che volavano avanti e indietro tra le due parti in contesa
Questi iniziali assalti federali falliti danneggiarono il morale dell'Unione, sgonfiando la fiducia che i soldati provavano dopo le loro vittorie ottenute sul Mississippi; risultarono essere anche assai costosi in termine di vite umane, con perdite di 157 vittime, 777 feriti e 8 dispersi, contro gli 8 morti e i 62 feriti dell'avversario. I confederati, presumibilmente demoralizzati, avevano riacquistato il loro vantaggio sul campo.
Grant pianificò allora un altro assalto per il 22 maggio, ma questa volta con maggiore cura; avrebbero prima sottoposto ad un fitto fuoco d'artiglieria le difese nemiche a partire dalle navi; le unità di testa vennero rifornite con scale per poter scalare le mura della fortificazione. Il comandante unionista non desiderava un lungo assedio e questo attacco sarebbe stato portato avanti da una parte consistente dell'intero esercito attraverso un fronte di notevole ampiezza.
Nonostante l'esito sanguinoso del 19 maggio le truppe dell'Unione erano di buon umore, ora ben nutrite di provviste che le avevano messe al sicuro da eventuali carenze alimentari; nel vedere Grant passare un soldato commentò: "Hardtack" (Galletta). Presto tutti coloro che si trovavano nelle vicinanze stavano urlando, "Hardtack! Hardtack!". Per la notte del 22 furono serviti fave, fagioli e caffè. Tutti si aspettavano che Vicksburg sarebbe caduta entro la giornata seguente.

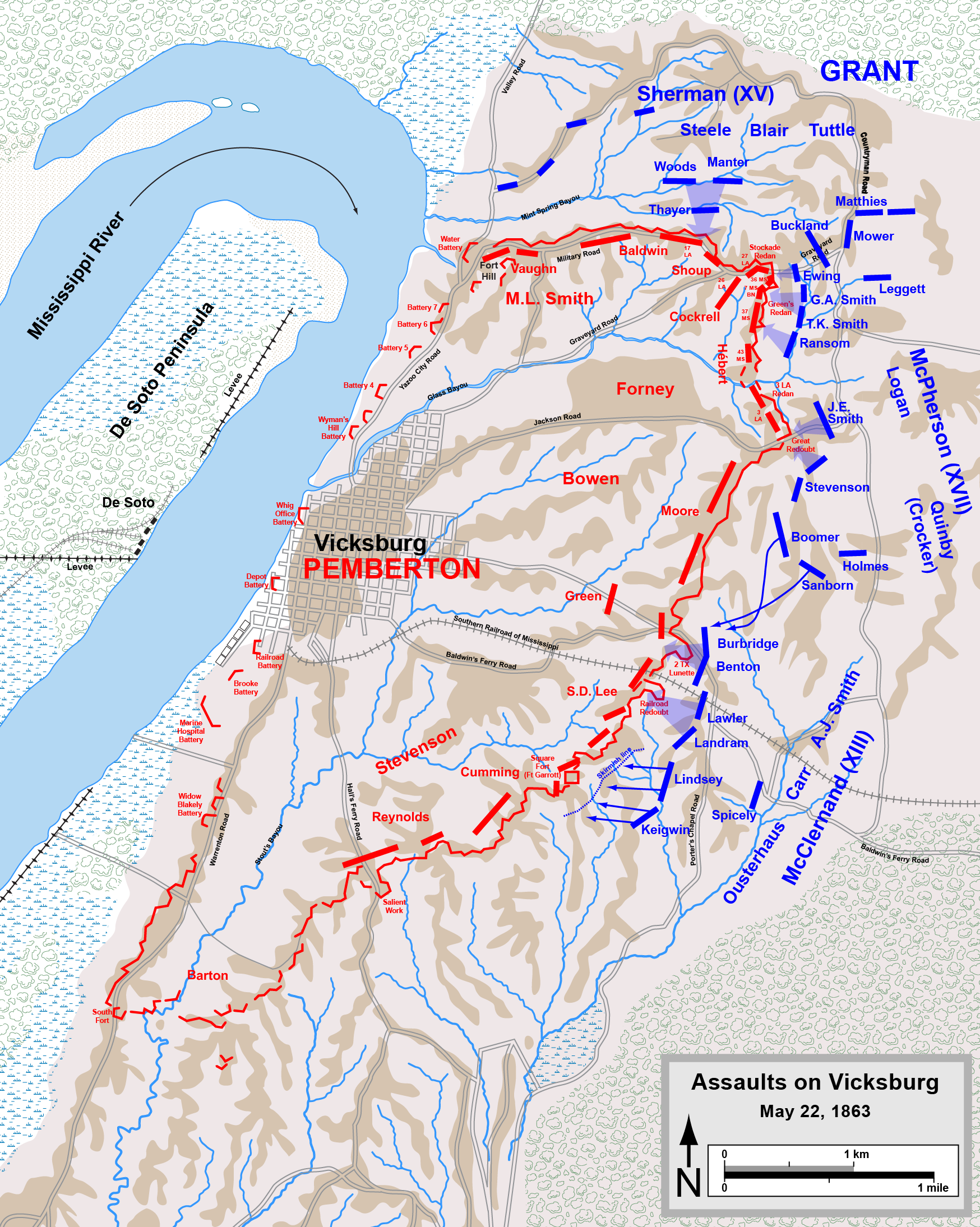
L'assalto del 22 maggio.

Le forze dell'Unione bombardarono la città per tutta la notte con 220 pezzi di artiglieria e proiettili navali provenienti dalla flottiglia dell'Ammiraglio David Dixon Porter posta alla retroguardia nel fiume; mentre l'attacco causò ben pochi danni alle proprietà, danneggio altresì gravemente il morale civile confederato. La mattina del giorno 22 i difensori furono ulteriormente bombardati per 4 ore di fila prima di subire un altro assalto lungo un fronte di tre miglia alle 10 di mattina.

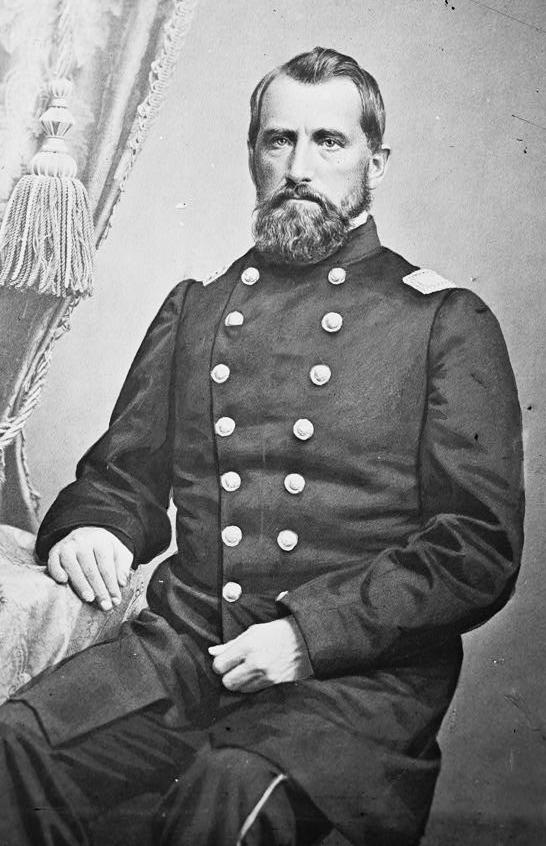
Foto del Brigadier generale James Madison Tuttle.

Sherman attaccò ancora una volta lungo la Graveyard Road con 150 volontari (soprannominati Distaccamento della Forlorn Hope) che si aprirono la strada con scale e assi, seguiti dalle divisioni di Blair e di James Madison Tuttle ordinate in una lunga colonna di reggimenti, sperando in tal modo di ottenere un punto di svolta decisivo concentrando la loro massa su un fronte ristretto.
Furono altresì respinti da un pesante fuoco di moschetto. Le brigate di Blair sotto il comando di Giles Alexander Smith e di Thomas Kilby Smith arrivarono fino ad una cresta a 100 iarde da Green's Redan - il bordo meridionale di Stockade Redan - da dove riversarono un forte fuoco d'attacco nella posizione confederata, ma senza alcun risultato sostanziale. La divisione di Tuttle, in attesa del suo turno per avanzare, non ebbe però l'opportunità di andare avanti. All'estrema destra di Sherman, la divisione di Frederick Steele trascorse la mattinata cercando di entrare in posizione attraverso un burrone del Mint Spring Bayou.

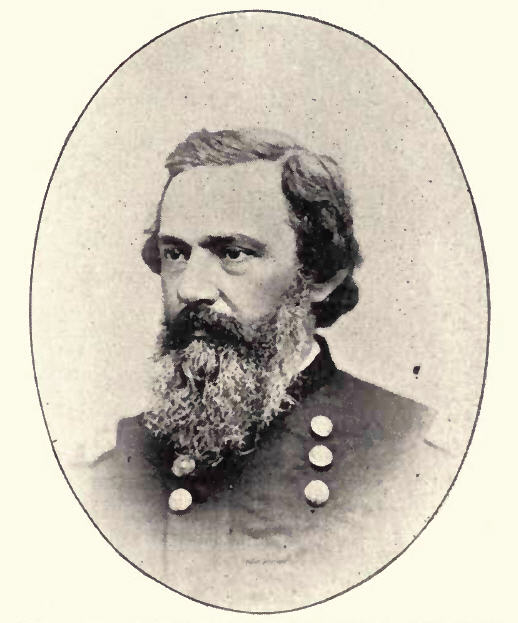
Foto del Brigadier generale John Eugene Smith.

Al "Corpo d'Armata" di McPherson fu assegnato il compito di assalire il centro lungo la Jackson Road; sul loro fianco destro la brigata di Thomas Edwin Greenfield Ransom avanzò a meno di 100 metri dalla linea confederata, ma si fermò per evitare il pericoloso fuoco di fiancheggiamento di Green's Redan. Sul fianco sinistro alla divisione di John A. Logan fu assegnato l'attacco al "3rd Louisiana Redan" e alla "Great Redoubt". La brigata di John Eugene Smith arrivò fino alla pendenza del redan, ma si rannicchiò lì, schivando le granate fino al buio prima di essere richiamati.
La brigata di John Dunlap Stevenson avanzò bene in doppia colonna contro la ridotta, ma l'attacco fallì anche quando scoprirono che le scale in loro dotazione erano troppo corte per poter raggiungere la cima della fortificazione. La divisione di Isaac Ferdinand Quinby avanzò di alcune centinaia di metri, ma si fermò per ore mentre i suoi generali si trovavano impegnati in discussioni confuse e contraddittorie.
A sinistra il Corpo d'Armata di McClernand si spostò lungo la Baldwin Ferry Road fino alla Southern Railroad. Alla divisione di Eugene Asa Carr fu assegnato il compito di catturare la "Railroad Redoubt" e la "2nd Texas Lunette"; la divisione di Peter Joseph Osterhaus si impegnò invece a "Square Fort". Gli uomini di Carr raggiunsero una piccola svolta al 2° Texas Lunette e richiesero rinforzi.

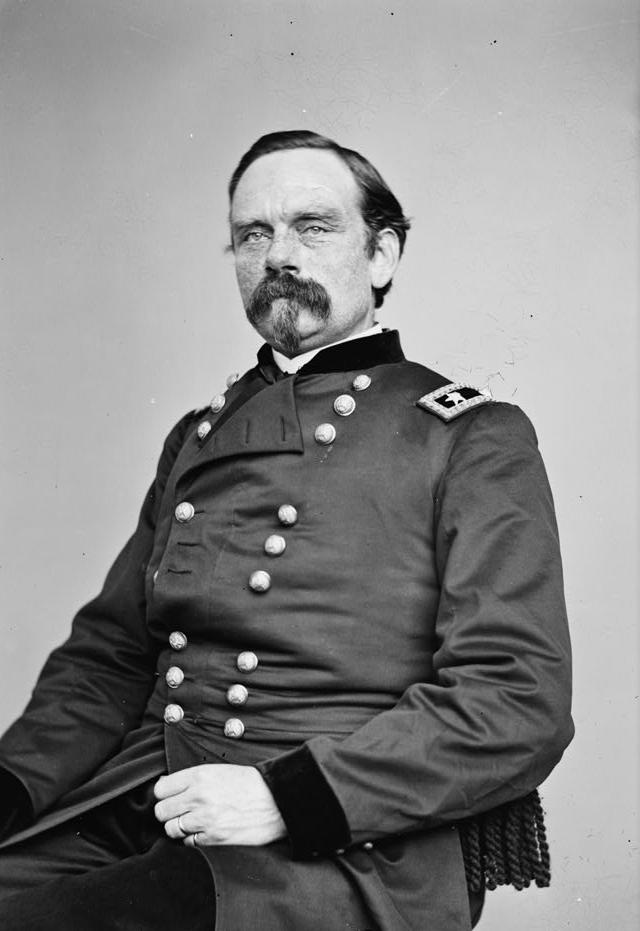
Foto del brigadier generale Peter Joseph Osterhaus.

Alle 11 era oramai del tutto chiaro che non ci si trovava affatto davanti ad un'imminente svolta e che i progressi di Sherman e McPherson erano falliti; proprio in quel momento Grant ricevette un messaggio da McClernand il quale dichiarava di essere fortemente impegnato, che i confederati venivano rinforzati e richiese un'azione diversiva alla sua destra da parte del Corpo d'Armata di Mc Pherson. Grant inizialmente rifiutò rispondendo di utilizzare le proprie forze di riserva per l'assistenza; Grant aveva erroneamente l'impressione che McClernand fosse stato leggermente impegnato a fronte del pesante scontro ingaggiato da McPherson, sebbene fosse vero esattamente il contrario.
McClernand inviò in seguito un messaggio parzialmente fuorviante, sottintendendo che aveva catturato due forti - "le stelle e le strisce sventolano sopra di loro" - e che un'altra spinta lungo la linea avrebbe portato alla vittoria l'esercito dell'Unione. Anche se a Grant ancora una volta venne presentato un errore di fatto, mostrò il dispaccio a Sherman il quale ordinò immediatamente al suo Corpo di avanzare di nuovo. Grant, riconsiderando la faccenda, ordinò altresì a McPherson di inviare la divisione di Quinby per portare soccorso a McClernand.
Mentre la nostra linea di battaglia si stabilizzava e prima ancora che il nostro urlo di guerra si fosse spento nell'aria le fortificazioni confederate davanti al nostro fronte erano già completamente affollate dal nemico il quale, rispondendo con un grido di sfida, si riversò tra le nostre file con un fuoco continuo di moschetto.
L'artiglieria delle fortezze indirizzate alla nostra zona di retroguardia e ad entrambi i lati si riversava sulla prima linea; un fuoco incessante di spari e proiettili con risultati letteralmente spaventosi, una vera e propria tempesta ci travolgeva, mescolata con le granate esplosive e quel diabolico urlo ribelle a cui non ho potuto fare a meno di confrontare a nient'altro che ad una delle immagini create da Dante Alighieri per la sua descrizione dell'Inferno.
Davvero qualcosa di troppo spaventoso da descrivere.
Daniel A. Ramsdell, della Ransom's Brigade
Sherman ordinò due ulteriori assalti. Alle 14:15 Giles Smith e Ransom si trasferirono e furono respinti immediatamente. Alle 15 la divisione di Tuttle subì così tante perdite nella loro avanzata abortita che Sherman gli disse: "questo è un omicidio, ordina subito di far indietreggiare quelle truppe". A questo punto la divisione di Steele si era finalmente spostata in posizione sulla destra di Sherman e alle ore 16 Steele diede finalmente l'ordine di caricare la "26th Louisiana Redoubt". Non ebbero però più successo di tutti gli altri assalti stabiliti da Sherman.
Nel settore di McPherson la divisione di Logan attuò un'altra spinta lungo la Jackson Road verso le ore 14, ma incontrò pesanti perdite e l'attacco dovette essere bruscamente interrotto. McClernand attaccò di nuovo, rinforzato dalla divisione di Quinby, ma senza successo. Le vittime dell'Unione furono di 502 uccisi, 2 550 feriti e 147 dispersi, divisi equamente tra i tre diversi Corpi d'Armata.
Le vittime confederate non sono state segnalate direttamente, ma si stima che possano essere state meno di 500 in tutto. Grant accusò i dispacci ingannevoli di McClernand come parte sostanziale della colpa dei cattivi risultati della giornata, archiviando un'altra lamentela contro il "generale imposto dai politici" che gli aveva causato già così tanti aggravamenti di situazione durante l'intera campagna di Vicksburg.

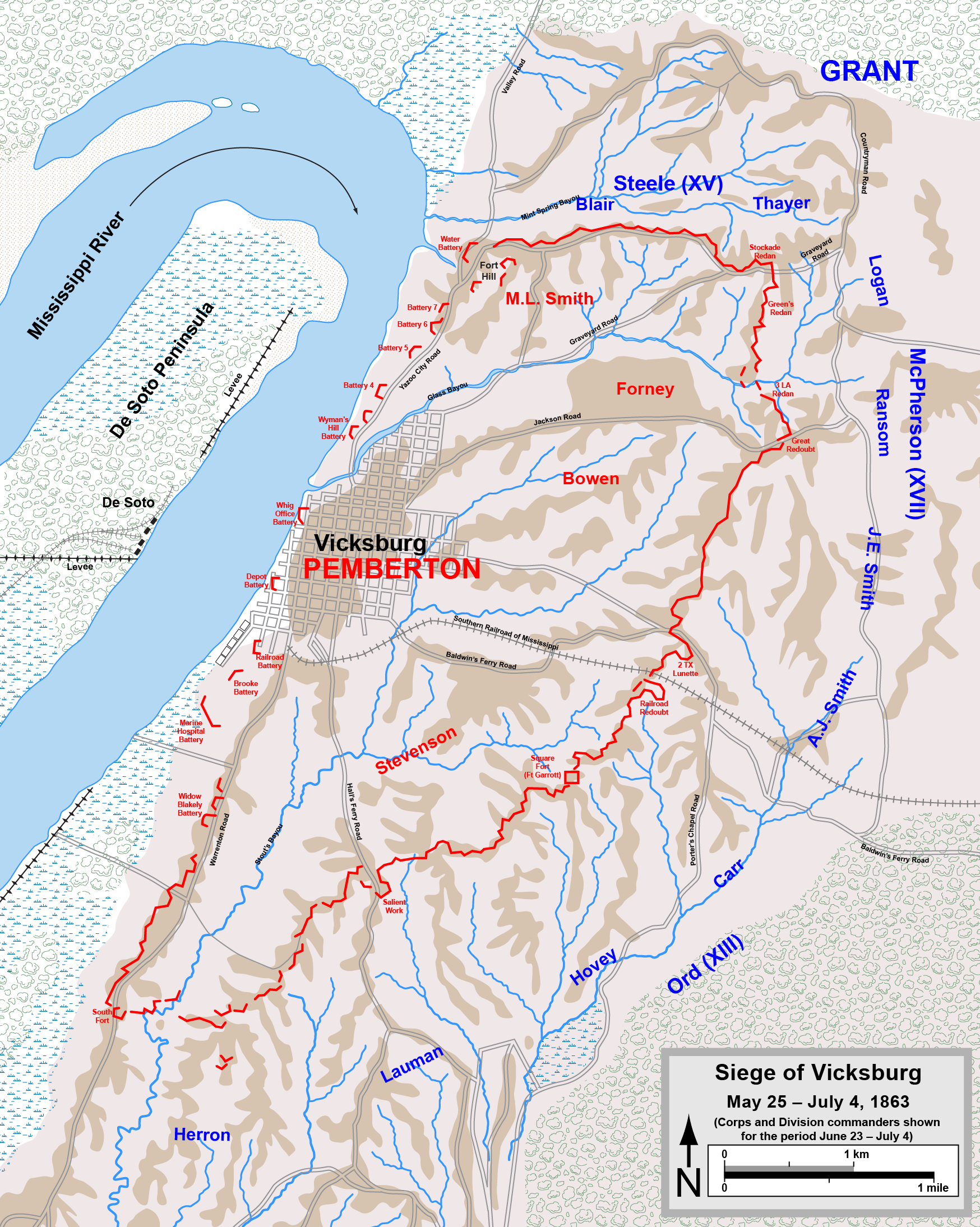
La situazione dell'assedio tra il 23 giugno e il 4 luglio.

### Operazioni d'assedio
Lo storico Shelby Foot ha scritto che Grant "non si è pentito di aver compiuto gli assalti, ma solo di averli falliti": seppur con riluttanza dovette cedere all'idea di porre la città sotto uno stretto stato d'assedio continuativo e senza respiro.
Il 25 maggio il suo stretto collaboratore John Aaron Rawlins emise gli  Special Orders No. 140 voluti dal generale: "i comandanti di Corpo inizieranno immediatamente il lavoro di riduzione del nemico con approcci regolari. È auspicabile che non si subisca più alcuna perdita di vite umane fino alla completa conquista di Vicksburg e alla cattura della sua guarnigione; si tratterà di usufruire di ogni vantaggio rappresentato dalle disuguaglianze naturali del terreno per guadagnare posizioni da cui partire per posare mine, scavare trincee o far piazzare in buone postazioni le batterie d'artiglieria..."
Nelle proprie Memorie Grant scrisse che "in questo momento decisi l'attuazione di un assedio regolare, innanzitutto per impedire il formarsi di nuovi accampamenti nemici all'esterno della cinta cittadina e non incorrere in ulteriori perdite". Le truppe federali iniziarono i lavori di scavo, costruendo elaborati trinceramenti (i soldati dell'epoca si riferivano ad essi come a "fossati") che circondarono interamente la città avvicinandosi in tal modo sempre più alle fortificazioni confederate ancora esistenti ed attive in loco.
Con le spalle contro il Mississippi e le cannoniere dell'Union Navy che sparavano dal fiume senza dare alcuna tregua sia i militari che la popolazione sudista rimase completamente intrappolata. Pemberton era determinato a mantenere le poche miglia di costa fluviale sotto il suo controllo il più a lungo possibile, sperando in un sollievo che avrebbe dovuto portargli Joseph Eggleston Johnston o altri. Ma si presentò presto un nuovo spinoso problema che richiedeva d'essere affrontato prontamente: quello dei morti, delle carcasse degli animali abbattuti e dei feriti abbandonati al loro destino sul campo.

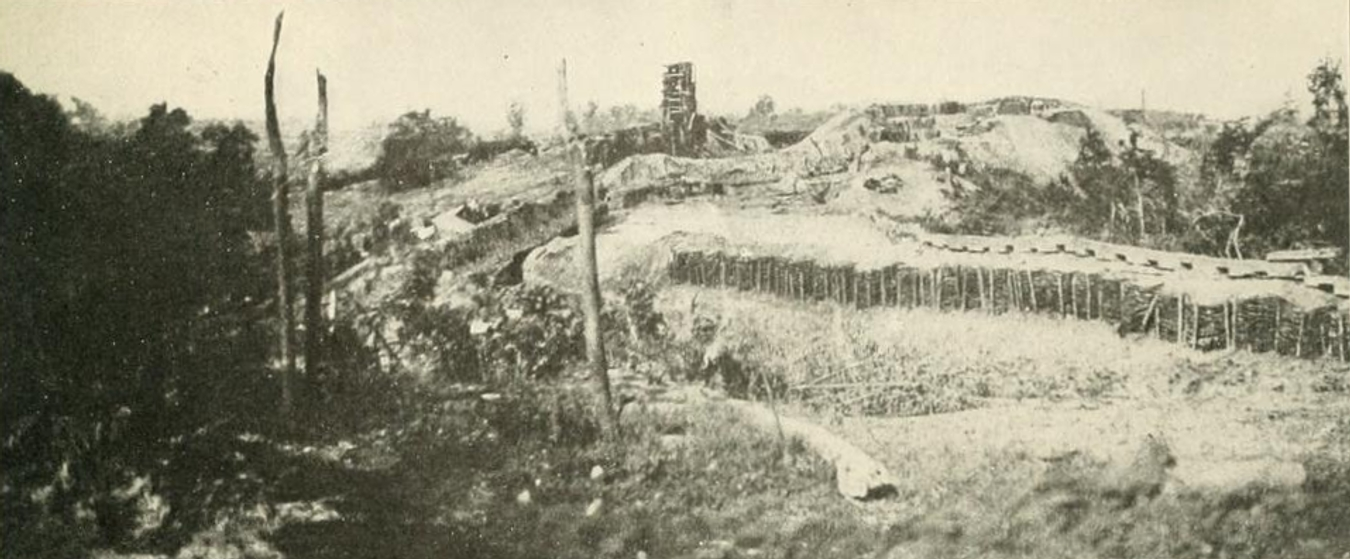
Sullo sfondo una garitta di vedetta (torre d'avvistamento) unionista durante l'assedio.

I morti e i feriti dell'esercito unionista si trovarono immersi nel caldo dell'estate meridionale, l'odore dei cadaveri di uomini e cavalli appestava l'aria; mentre i feriti gridavano aiuto cercando un soccorso medico e acqua. Grant inizialmente rifiutò una richiesta di cessate il fuoco, ritenendola una dimostrazione di debolezza, ma alla fine dovette convincersi e i confederati cessarono il fuoco mentre l'Unione recuperava le proprie vittime sparpagliate sul terreno circostante il centro urbano: i soldati di entrambe le parti ebbero così occasione e modi di mescolarsi e si misero a commerciare tra di loro come se non esistente più alcuna ostilità reciproca.
Dopo questa temporanea sospensione l'esercito di Grant cominciò a riempire di uomini una trincea lunga 12 miglia tutt'attorno a Vicksburg e appena approntata per l'occasione; in breve tempo divenne del tutto chiaro che persino con 50 000 uomini non si sarebbe stati in grado di effettuare un accerchiamento completo delle difese confederate.
La prospettiva di fuga per Pemberton rimase un'opzione dettata dal pessimismo, ma in realtà vi sarebbero state ancora vie di passaggio incustodite che avrebbero potuto portare a Sud. Grant ottenne l'aiuto del comandante generale dell'esercito statunitense Henry Halleck; questi cominciò a trasferire un numero sempre maggiore di truppe nel Teatro Occidentale specificamente per soddisfare i bisogni del suo sottoposto.

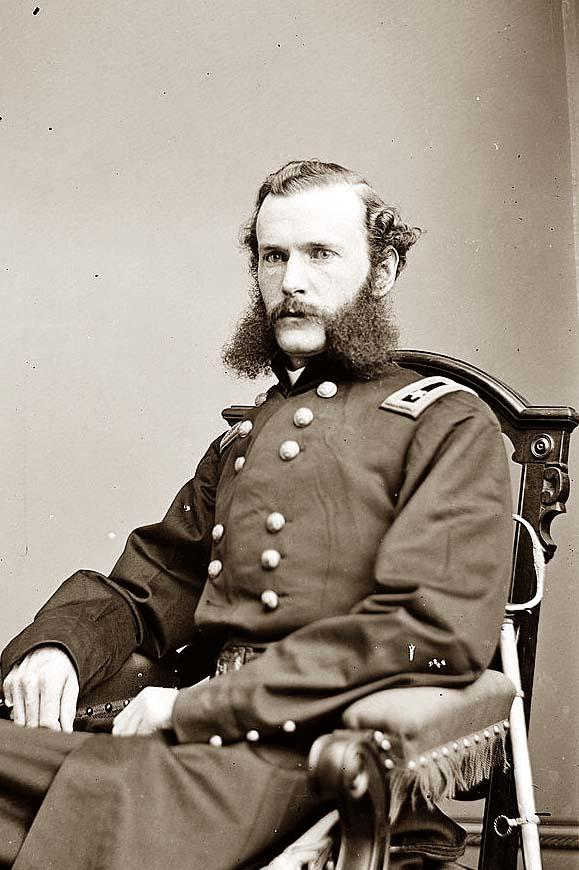
Foto del Maggior generale Francis Jay Herron.

Il primo di questi rinforzi a giungere lungo le linee d'assedio fu un'unità composta da 5 000 effettivi proveniente dal "Dipartimento del Missouri" sotto il comando di Francis Jay Herron, l'11 giugno; queste truppe - quello che rimaneva dell'"Armata di frontiera" - furono inquadrate nel Corpo d'armata di McPherson e presero posizione nell'Ala estrema a Sud dello schieramento. A seguire giunse anche un distaccamento di tre divisioni provenienti dal XVI Corpo d'Armata guidato da Cadwallader Colden Washburn il giorno 12, rafforzato da ulteriori truppe presenti nelle vicine postazioni di Corinth, Memphis e La Grange.
L'ultimo gruppo significativo di rinforzi ad essere aggregato fu quello di 8 000 uomini del IX Corpo del "Dipartimento dell'Ohio" diretti da John Grubb Parke, che arrivò il giorno 14. Ora Grant poteva disporre di 77 000 uomini tutt'attorno a Vicksburg, un esercito fortemente determinato ad occuparla utilizzando qualsiasi mezzo possibile, a tutti i costi.

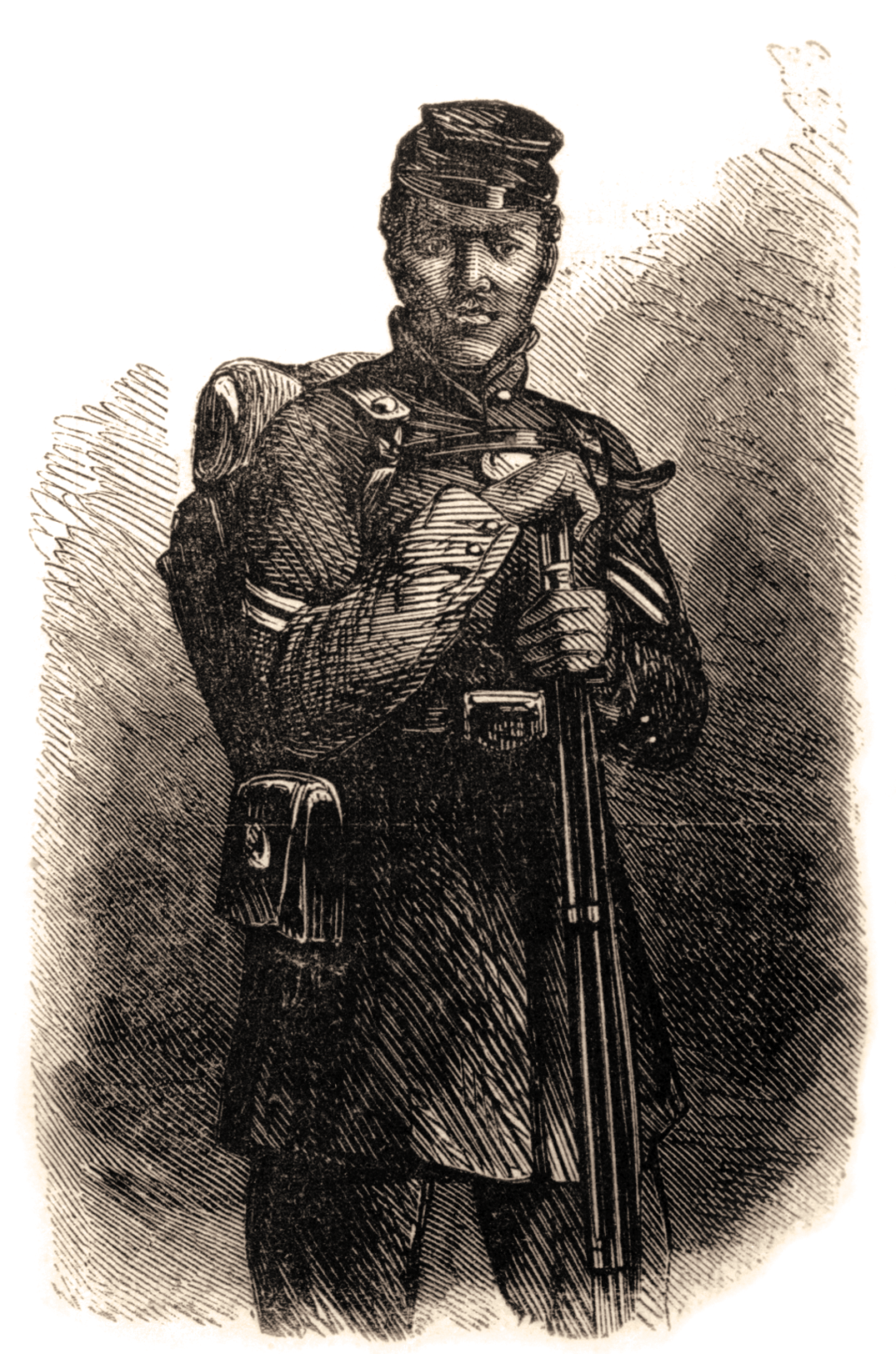
Gordon, conosciuto anche come "Whipped Peter", con l'uniforme dell'Union Army una volta arruolatosi nelle "United States Colored Troops". Fuggito dalla Louisiana si aggregò all'esercito di Grant partecipando con successo all'assedio di Port Arthur.

Nell'ultimo tentativo volto a tagliare le linee di rifornimento degli assedianti i confederati della Louisiana - al comando dei quali si trovava John George Walker - attaccarono nella battaglia di Milliken's Bend il 7 giugno; la postazione fu accanitamente difesa dalle United States Colored Troops di recente arruolamento.
Nonostante gli afroamericani disponessero di armi nettamente inferiori combatterono coraggiosamente ed alla fine riuscirono a respingere gli aggressori, seppur con l'apporto determinante delle navi da guerra sopraggiunte in loro aiuto: il tutto ad un costo elevatissimo, 652 caduti a fronte dei 185 Sudisti.
La sconfitta inflitta a "Milliken's Bend" lasciò i confederati senza più alcuna speranza di poter ottenere un qualche tipo di soccorso dall'esterno; Johnston si dimostrò per tutto il corso dell'assedio estremante cauto e fortemente restio ad affrontare in uno scontro campale gli affiatati uomini di Grant i quali trascorrevano il tempo libero entusiasmandosi nel cantare John Brown's Body (Glory Glory Alleluyah) in memoria di John Brown (l'abolizionista che fu impiccato nel corso della presidenza di James Buchanan).
L'aria fu pochissimo tempo dopo ripresa dal coevo The Battle Hymn of the Republic.
Pemberton risultò quindi inscatolato con un sacco di munizioni ma molto poco cibo; la dieta carente cominciò rapidamente a mostrare i suoi effetti sui soldati confederati: alla fine di giugno una buona metà di loro era ammalata o ricoverata in ospedale. Lo scorbuto, la malaria, la dissenteria, la diarrea e altri malanni decimarono le loro file. I residenti si trovarono obbligati a rimanere svegli la notte per presidiare i propri orti e tenerne lontano i militari; il costante bombardamento dall'esterno non li infastidiva tanto quanto la perdita del cibo così faticosamente prodotto in condizioni assai difficili per tutti.
Mentre d'assedio proseguiva serrato si videro sempre meno cavalli, muli e cani vagare liberamente per le strade: la loro carne difatti finiva nelle gavette dei soldati. Il cuoio e la pelle animale delle calzature diventò l'ultima risorsa di sostentamento per molti adulti.
Nell'arco di sei settimane, a cadenza praticamente giornaliera e senza alcuna interruzione, i cannoni dell'Unione lanciarono oltre 22 000 proiettili dentro la città ridotta allo stremo e il fuoco dell'artiglieria si dimostrò essere ancora più intenso e minaccioso. Mentre la serie continua di sbarramenti si ampliava gli alloggi adatti almeno a sopravvivere, seppur in condizioni disperate, si ridussero al minimo.

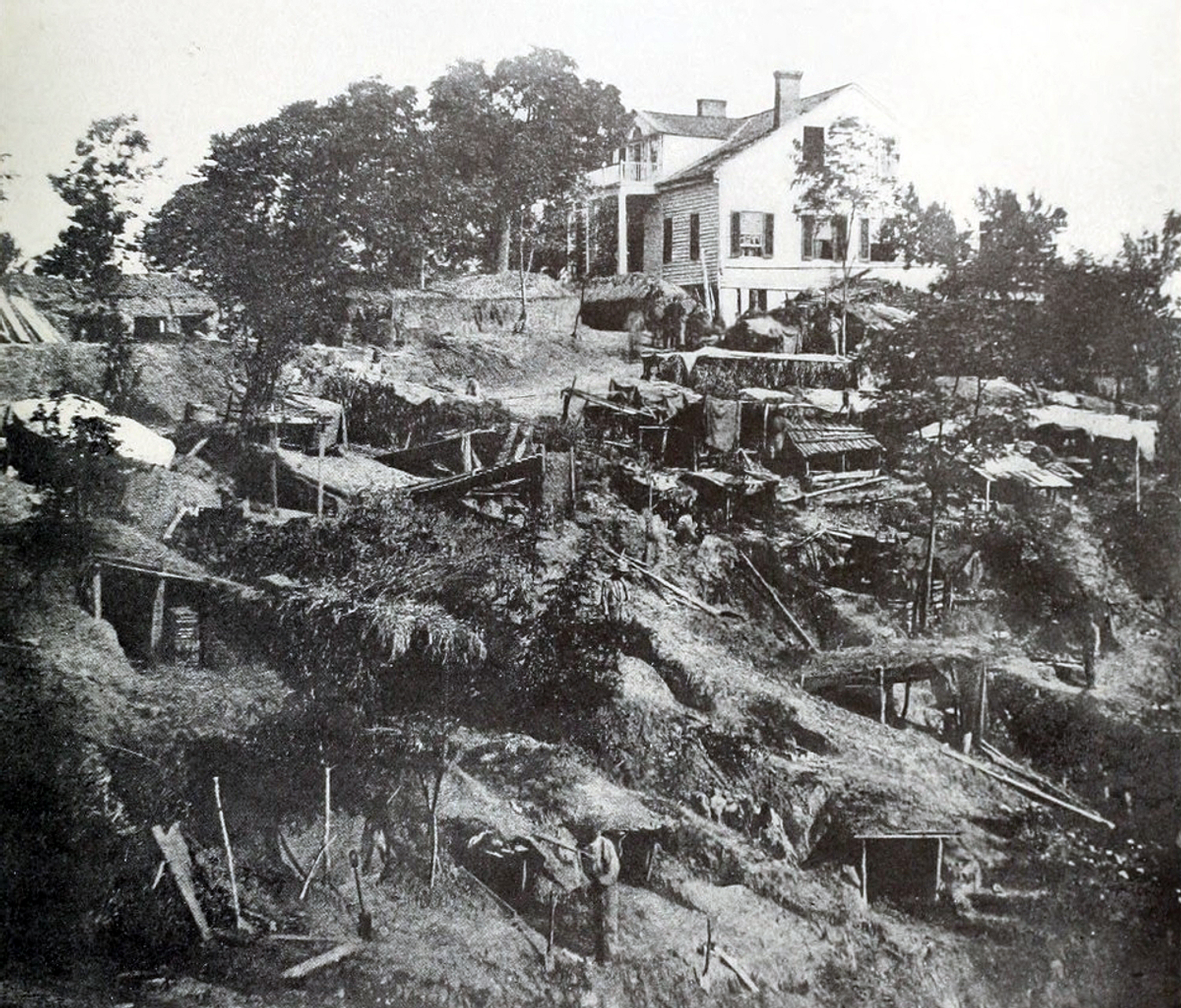
La "Shirley's House", conosciuta anche come la Casa Bianca, attorniata da aloggi di fortuna e grotte abitate durante l'assedio di Vicksburg. Le truppe dell'Unione della divisione di Logan si prepararono come genieri per minare le fortificazioni confederate, ma dovettero stare al coperto per paura dei tiratori scelti confederati.

La cima di un crinale situato tra il centro cittadino e la linea difensiva dei ribelli fornì alloggiamenti di fortuna ad una variegata popolazione per tutta la durata del blocco: oltre 500 grotte, conosciute localmente come "Bombproofs" (anti-bomba), furono scavate nelle colline di argilla gialla di Vicksburg.
Fu ritenuto assai più sicuro occupare questi spazi piuttosto che rimanere nelle proprie abitazioni strutturalmente meno solide; la gente - sbandati e non - fecero del loro meglio per cercare di renderle più confortevoli aggiungendovi mobili, tappeti e quadri appesi alle fredde pareti di roccia.
Cercarono di collaudare il tempo dei loro movimenti scandagliando il ritmo dei cannoneggiamenti, a volte senza successo. A causa della fuga degli abitanti dal centro cittadino i soldati diedero a Vicksburg il soprannome di "Prairie Dog Village"" (villaggio di cani della prateria). Nonostante la ferocia del fuoco scagliato contro la città, al termine dell'assedio risultò che meno di una dozzina di civili fossero rimasti uccisi.

### Cambi al comando
Una delle azioni di Grant durante l'assedio fu quella di stabilire una persistente rivalità. Il 30 maggio McClernand scrisse una nota auto-adulatoria alle sue truppe, rivendicando gran parte del credito per la futura vittoria. Grant stava aspettando da almeno sei mesi che egli scivolasse in un simile errore di valutazione, almeno da quando si erano scontrati all'inizio della campagna di Vicksburg attorno ai risultati della Battaglia di Fort Hindman. Aveva ricevuto il permesso di licenziare il concorrente già a gennaio, ma per farlo attese il momento più opportuno: una provocazione inequivocabile.
Il 18 giugno sollevò McClernand dall'incarico; preparò così diligentemente la sua azione che il generale venne lasciato senza alcuna possibilità di chiedere un ricorso. Il XIII Corpo fu quindi consegnato a Edward Ord, recuperato dopo la ferita subita alla battaglia di Hatchie's Bridge. Nel maggio del 1864 a McClernand venne ripristinato il comando in un remoto angolo del Texas.
Un altro avvicendamento avvenne il 22 giugno. Oltre al fronte di Pemberton Grant dovette occuparsi delle forze confederate al comando di J. E. Johnston inseritesi nella sua Ala di retroguardia; al fine di prevenire una qualsiasi possibilità d'attacco proveniente da quella zona posizionò una divisione nelle vicinanze del "Big Black River Bridge" (sito della di poco precedente Battaglia di Big Black River Bridge) e un'altra fu ricondotta fino a Mechanicsburg nella Contea di Yazoo, entrambe a fare da copertura.

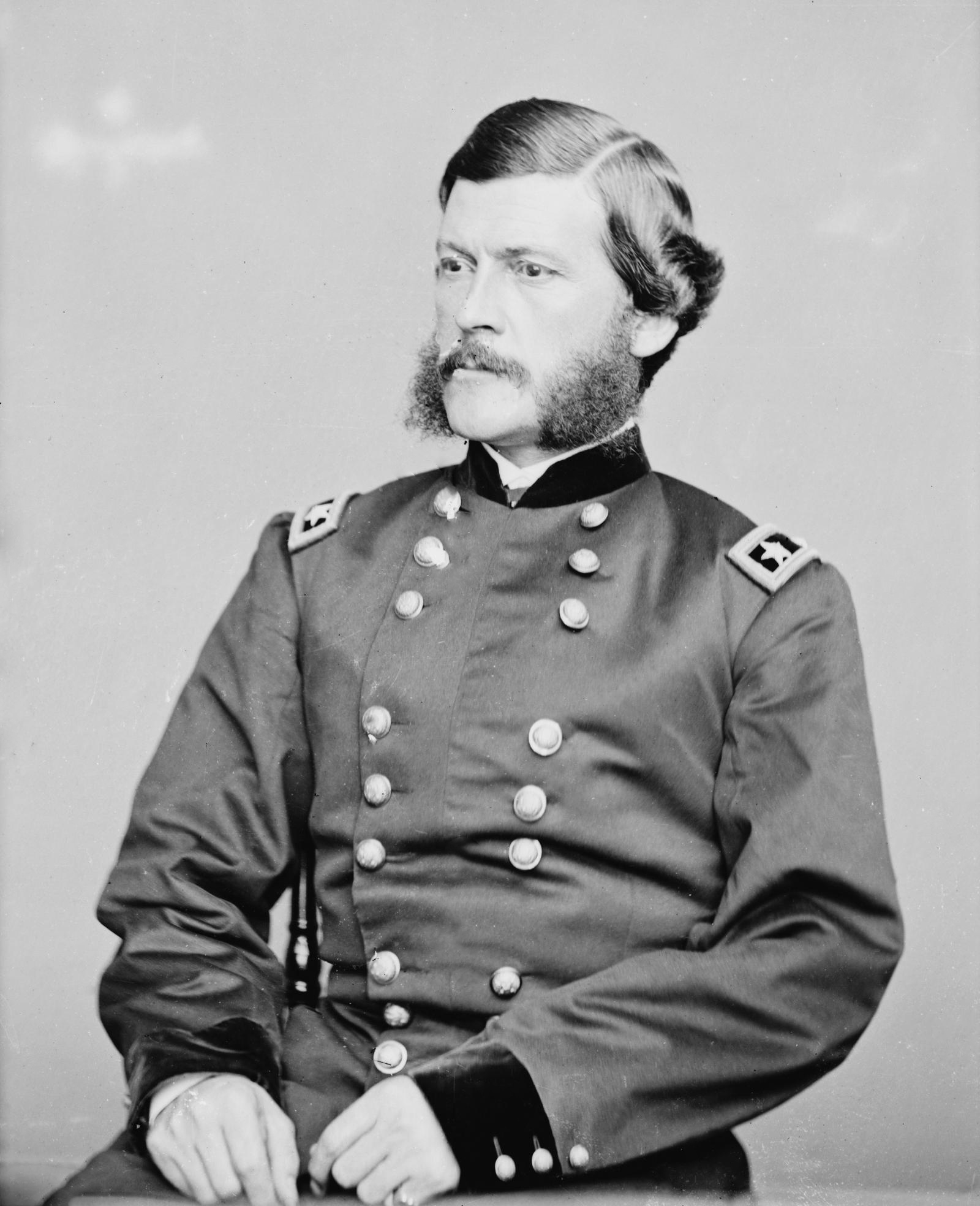
Foto del Maggior generale John Grubb Parke.

Inoltre entro il 10 giugno il IX Corpo sotto il comando di John Grubb Parke fu trasferito agli ordini diretti di Grant. Questo Corpo divenne il nucleo di una task force speciale la cui missione era specificatamente quella impedire a Johnston - che stava radunando le sue forze a Canton, di riuscire ad interferire con l'assedio; al fidato Sherman venne dato il comando di questa nuova unità, mentre Frederick Steele lo sostituì al XV Corpo.
Alla fine Johnston iniziò a muoversi con l'intento di alleviare la pressione su Pemberton e raggiunse il Big Black River il 1º luglio, ma ritardò un incontro potenzialmente difficile con Sherman fino a quando non fu troppo tardi per la guarnigione di Vicksburg: alla fine se ne ritornò a mani vuote in quel di Jackson.
Sherman però incominciò ad inseguirlo finendo con il ricatturare la stessa Jackson il 17 luglio: era la "spedizione di Jackson".

Il Teatro Trans-Mississippi della guerra di secessione americana.

### Operazioni nella Louisiana
Durante l'assedio sia le forze unioniste sia quelle confederate furono impegnate in un ruolo di supporto sulla sponda del fiume Mississippi affacciato nella Louisiana.
Edmund Kirby Smith, Comandante del "Dipartimento per il Teatro Trans-Mississippi della guerra di secessione americana" ricevette da Pemberton il 9 maggio un dispaccio via telegrafo il quale richiedeva un movimento immediato contro le linee di comunicazione di Grant poste lungo le rive del "Grande fiume"; questi aveva difatti stabilito importanti depositi di rifornimento a Milliken's Bend, Young's Point e Lake Providence, all'interno quindi della giurisdizione di Smith.
L'ufficiale confederato non riuscì però a riconoscere la priorità della situazione prospettatagli almeno fino a giugno inoltrato, quando finalmente decise d'intervenire indirizzando Richard Taylor a "fare qualcosa" a favore della guarnigione di Vicksburg; egli dunque al comando del "Distretto della Louisiana occidentale" sviluppò una triplice campagna contro i tre depositi di rifornimento dell'Unione. Tutti gli assalti condotti a tal fine vennero respinti nella battaglia di Milliken's Bend, nella battaglia di Young's Point e nella battaglia di Lake Providence.
In risposta alla crescente attività confederata nella zona Grant decise d'inviare truppe dalle trincee di Vicksburg facendogli attraversare il fiume. La presenza della Divisione Sudista di John George Walker sul lato della Louisiana era di particolare interesse; la sua attività in loco avrebbe potuto eventualmente aiutare una fuga dalla città assediata. Pertanto la "Mississippi Marine Brigade" di Alfred Washington Ellet e la brigata di Joseph Anthony Mower tolta dal "Corpo" di Sherman furono disposte ordinatamente nelle vicinanze di Milliken's Bend (sede di piantagione degli afroamericani liberati o fuggitivi).

Localizzazione di Richmond (Louisiana) nella Parrocchia di Madison.

I due ufficiali Nordisti avrebbero dovuto cooperare contro Walker, che era di stanza nei pressi di Richmond; anche quest'ultima cittadina costituiva una decisiva linea di rifornimento in quanto cercava di passare alimenti a Vicksburg partendo dalla Louisiana. Il 15 giugno Ellet e Mower sconfissero Walker e distrussero tutti i supporti confederati nella battaglia di Richmond.
Gli uomini di Ellet se ne ritornarono quindi a "De Soto Point", mettendosi subito dopo al lavoro per mettere in piedi una batteria la quale avrebbe dovuto puntare direttamente su una fonderia di ferro Sudista che rifondeva i proiettili d'artiglieria dell'Unione con l'intento di riutilizzarli. La costruzione venne iniziata il giorno 19 mettendo un cannone Parrott da 20 libbre in una casamatta lungo la linea ferroviaria; la fonderia presa di mira fu distrutta il 25 giugno e nella giornata seguente venne aggiunto un secondo cannone. La batteria continuò a molestare i difensori fino alla resa della guarnigione.

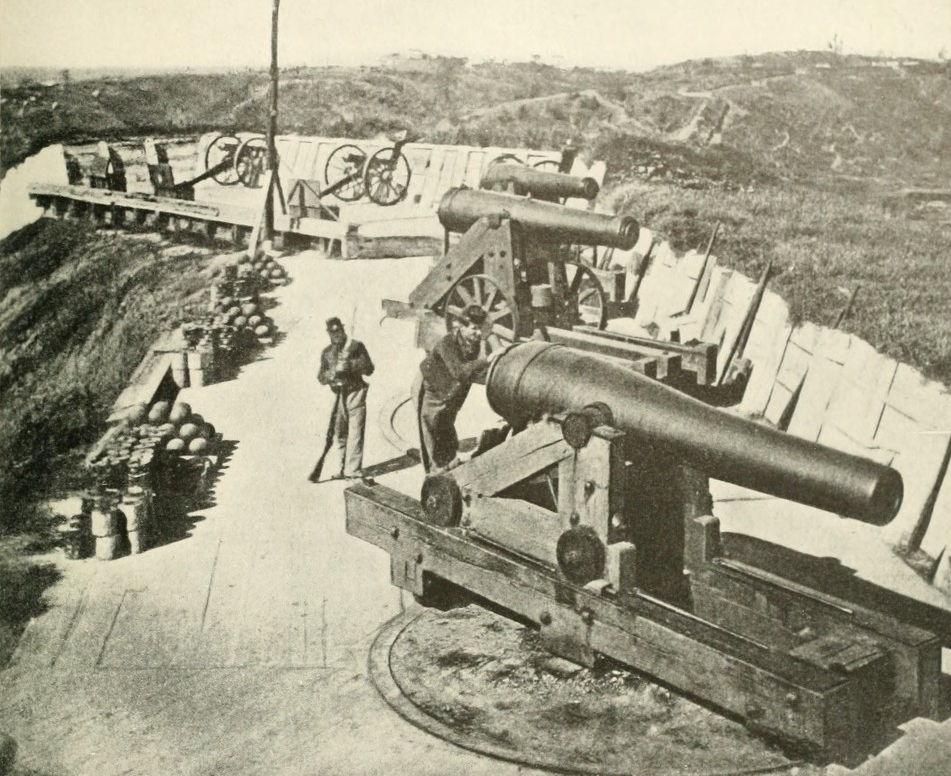
Batterie unioniste di Sherman piazzate contro Vicksburg.

Ulteriori attività confederate nel territorio della Louisiana si verificarono il 29 giugno a "Goodrich's Landing" quando si misero ad attaccare una piantagione e un centro d'addestramento militare gestito da ex schiavi; i Sudisti riuscirono a distruggere le coltivazioni e catturare oltre un centinaio di persone prima di disimpegnarsi di fronte alla brigata della fanteria di marina di Ellet. Queste incursioni risultarono dirompenti e causarono gravi danni, ma alla fine si rivelarono solamente delle lievi battute d'arresto, dimostrando altresì che i confederati potevano oramai in quest'area causare soltanto dei momentanei disordini.

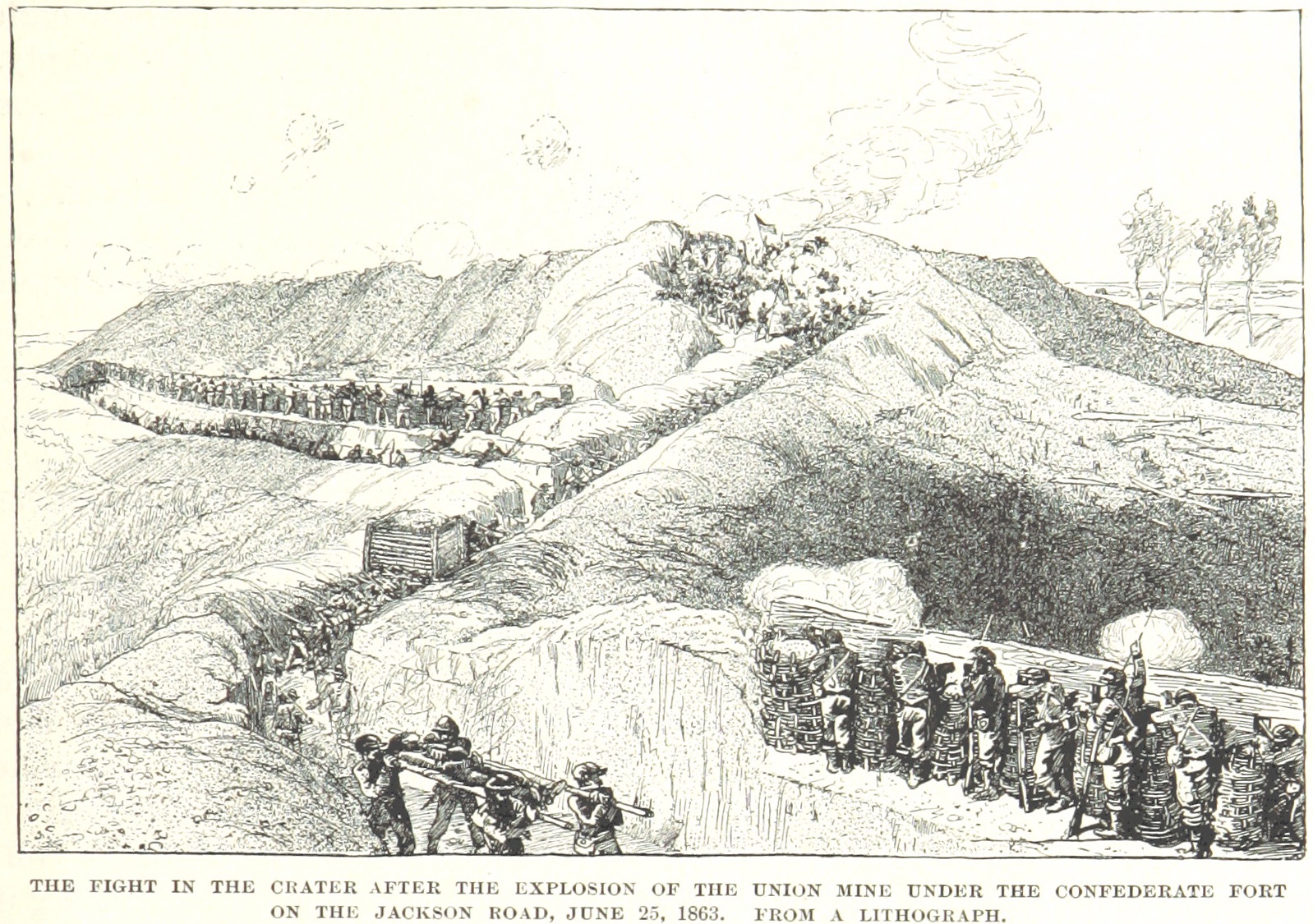
Lo "scontro della galleria".

### Gallerie
Negli ultimi tempi dell'assedio le truppe dell'Unione scavarono una galleria proprio al di sotto del 3rd Louisiana Redan e riempirono la miniera di 2200 kg di polvere da sparo. L'esplosione fece saltare in aria le linee confederate il 25 giugno, mentre un attacco di fanteria compiuto dalla divisione del XVII Corpo d'armata di John A. Logan seguì subito dopo. Il 45th Illinois Regiment (noto come il "Lead Mine Regiment") guidato da Jasper Adalmorn Maltby attuò con facilità una carica entro un diametro di 12 metri attorno al cratere di 3,7 metri creatosi al seguito dello scoppio, ma fu temporaneamente fermato dai fanti confederati sopraggiunti.
I soldati dell'Unione vennero bloccati mentre i difensori cominciarono a lanciare proiettili d'artiglieria a spoletta a corto raggio nella buca, con risultati mortali; il genio militare unionista lavorò quindi per creare una casamatta nel cratere al fine di liberare i propri uomini dall'assalto nemico. Presto i soldati poterono così riaggregarsi su una nuova linea difensiva. Dalla profonda buca lasciata dal cratere il giorno 25 i minatori unionisti lavorarono per scavare un'altra galleria a Sud.
Il 1º luglio anche questa venne fatta saltare in aria, ma non ne seguì alcun attacco di fanteria; per tutto il 2 e il 3 luglio unirono i loro sforzi per allargare il cratere iniziale e farlo così diventare abbastanza grande a permettere ad una colonna di fanti di quattro persone di passarvi attraverso nel corso dei previsti assalti futuri. Tuttavia gli eventi concitati del giorno seguente eliminarono di colpo la necessità di ulteriori attacchi.

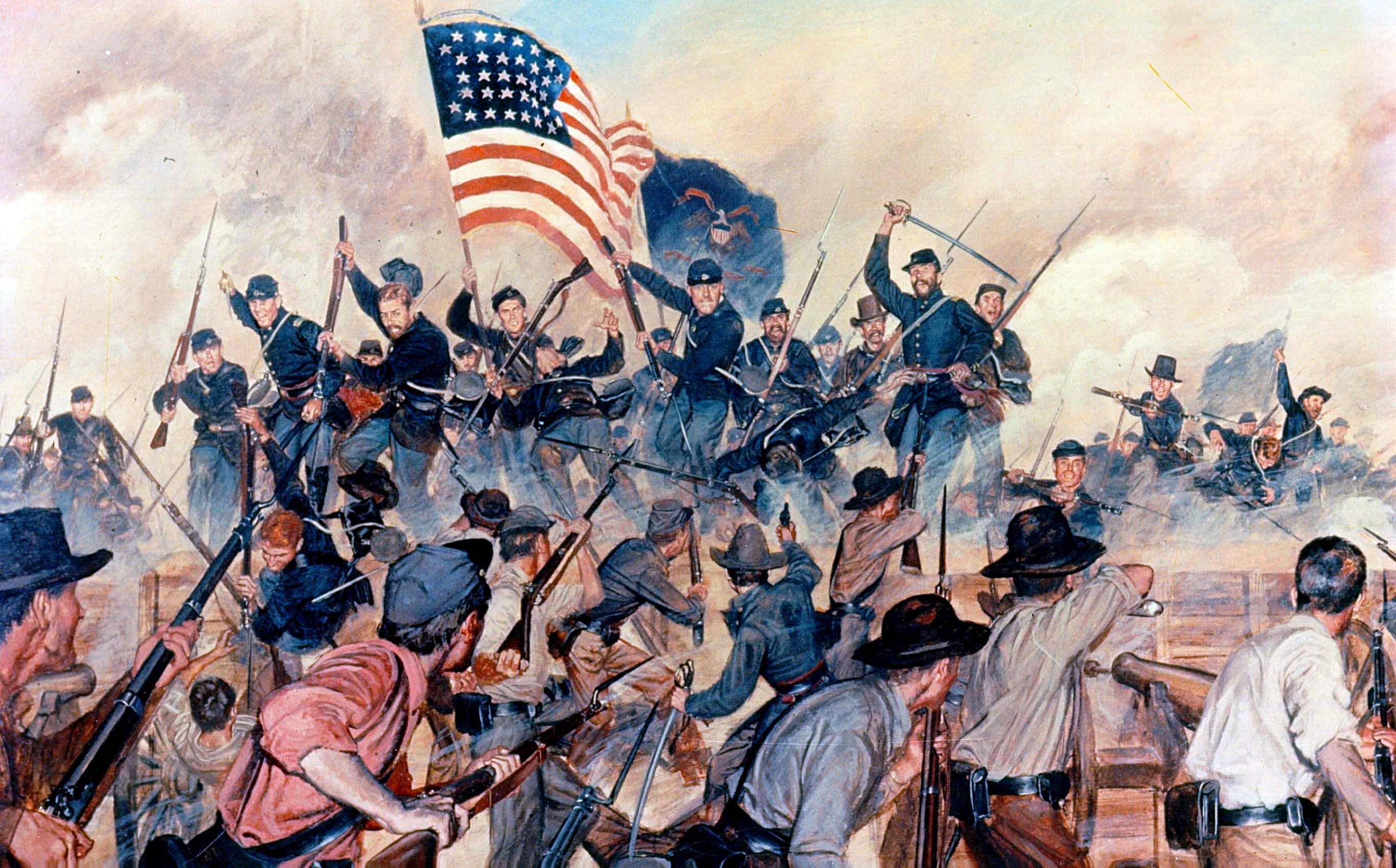
La vittoria dell'Unione a Vicksburg.

### Capitolazione della città
Il terzo giorno Pemberton inviò una nota a Grant riguardo alla possibilità di negoziare un accordo di pace; come già aveva fatto durante la battaglia di Fort Donelson il comandante nordista pretese dapprima la resa incondizionata (unconditional surrender, soprannome datogli dalle iniziali del suo nome Ulysses S.). Rapidamente però Grant riconsiderò la situazione, non avendo alcuna intenzione di mettersi a sfamare 30 000 soldati confederati nei campi di prigionia; offrì pertanto la liberazione a tutti i futuri prigionieri a condizione che promettessero di non riprendere le armi. 

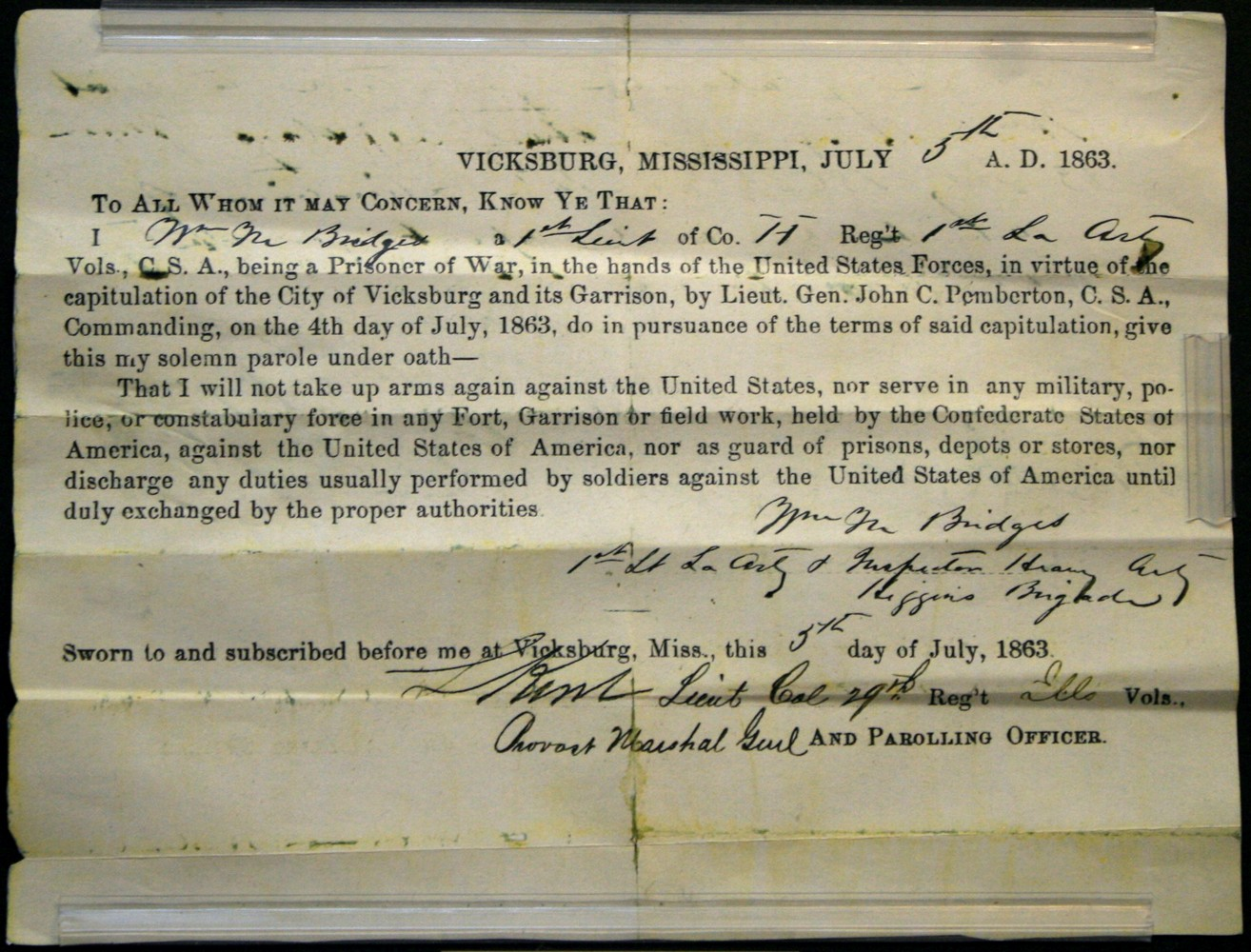
Messaggio del prigioniero di guerra William B. McKinney, ufficiale artigliere della Louisiana.

Considerando il loro stato di abbattimento e denutrizione, non si aspettava che potessero ricominciare a combattere in seguito; sperò anzi che si portassero a casa lo stigma della sconfitta in tutti i territori confederati rimasti. In ogni caso avrebbe tenuto occupato l'esercito nemico utilizzando il lavoro forzato ed impiegato mesi per trasferire molti dei prigionieri a Nord. 

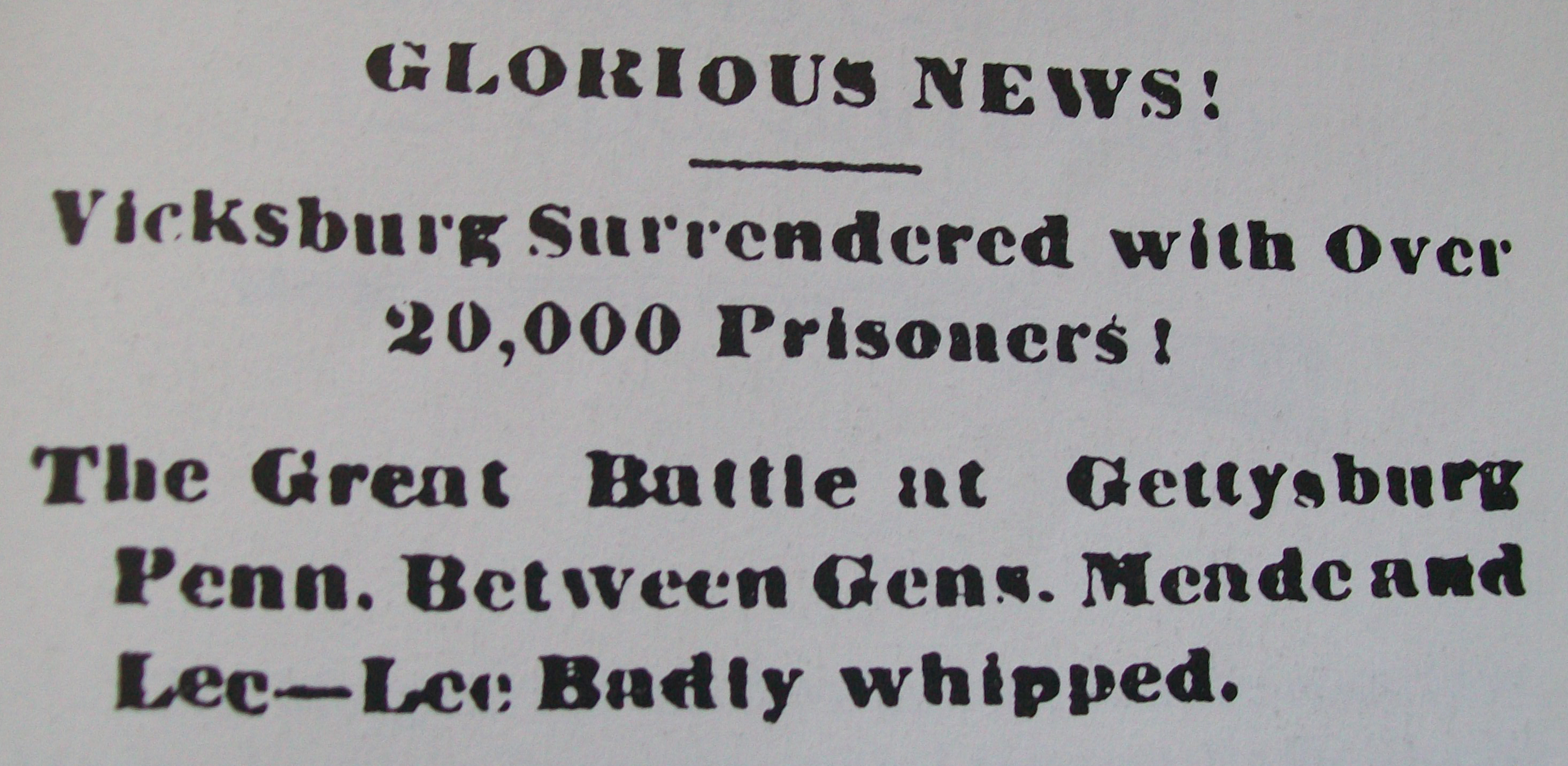
"Glorious News: Lee malamente frustato". L'annuncio della resa confederata a Vicksburg, in perfetta concomitanza con la vittoria nella battaglia di Gettysburg.

Pemberton ufficialmente consegnò il suo esercito il 4 luglio, anniversario del Giorno dell'Indipendenza, innalzando la bandiera bianca.
La maggior parte degli uomini catturati che furono rimessi in libertà il 6 luglio furono scambiati con prigionieri di guerra unionisti e riassegnati nel Confederate States Army già il 4 agosto a Mobile; se ne tornarono quindi a Chattanooga a settembre ed alcuni i loro combatterono nella Campagna di Chattanooga svoltasi a novembre e nel corso della Campagna di Atlanta, l'invasione della Georgia nel maggio seguente durante la Marcia di Sherman verso il mare.
Il governo confederato protestò sulla validità della cosiddetta "liberazione condizionale" per motivi essenzialmente tecnici e la questione fu riferita a Grant che nell'aprile del 1864 era oramai diventato il comandante generale dell'esercito statunitense; la disputa ebbe come conseguenza l'interruzione a tutti gli effetti degli ulteriori scambi di prigionieri durante il rimanente periodi di belligeranza, tranne che per i casi di "stenti e privazioni".
La resa venne formalizzata sotto una vecchia quercia, "resa storica dall'evento". Nelle sue Memorie Grant descrisse il destino di quest'albero sfortunato: "in breve tempo scompariranno le ultime vestigia del tronco, dei rami e finanche delle radici, con i suoi frammenti presi come trofei. Da allora in poi ha fornito un considerevole numero di souvenir religiosamente custoditi, proprio come se si trattasse di reliquie della "Vera Croce"".
Le truppe della divisione di John A. Logan entrarono trionfalmente a Vicksburg espugnata il 4 luglio, un giorno in cui Pemberton aveva sperato di poter acquisire un maggior numero di condizioni favorevoli per sé e per i propri uomini. Sebbene la Campagna di Vicksburg continuasse ancora con alcune azioni minori, la città-fortezza era caduta e, con la resa seguita all'assedio di Port Hudson il 9 luglio, il fiume Mississippi era saldamente nelle mani dell'Unione e la Confederazione si trovò così divisa in due tronconi. Il presidente Abraham Lincoln annunciò commosso che "il grande Padre delle acque torna di nuovo ad essere visto fino al suo sbocco nel Golfo del Messico".
Le vittime dell'Unione per tutto il periodo d'assedio furono 4 835; quelle confederati 32 697 (di questi 29 495 prigionieri). L'intera campagna di Grant, a partire dal 29 marzo causò 10 142 perdite all'Unione e 9 091 ai confederati tra uccisi e feriti. Oltre ai suoi uomini arresisi, Pemberton consegnò a Grant 172 cannoni e 50 000 fucili.

La bandiera degli Stati Uniti d'America a 35 stelle adottata nel 1863.

## Conseguenze
La tradizione popolare sostiene che la festa del 4 luglio (Independence Day) non è più stata celebrata da Vicksburg fino alla seconda guerra mondiale; ma questa affermazione non corrisponde al vero in quanto le grandi celebrazioni del Giorno dell'Indipendenza si tenevano già nel 1907.
La presidenza di Abraham Lincoln si rese conto di aver finalmente trovato lo stratega brillante da opporre a Robert Edward Lee. In meno di due anni Grant condusse le truppe unioniste alla vittoria definitiva.

## Conservazione
L'opera di conservazione intorno a Vicksburg sono gestiti dal National Park Service come parte del Vicksburg National Military Park nell'ambito del National Military Park.

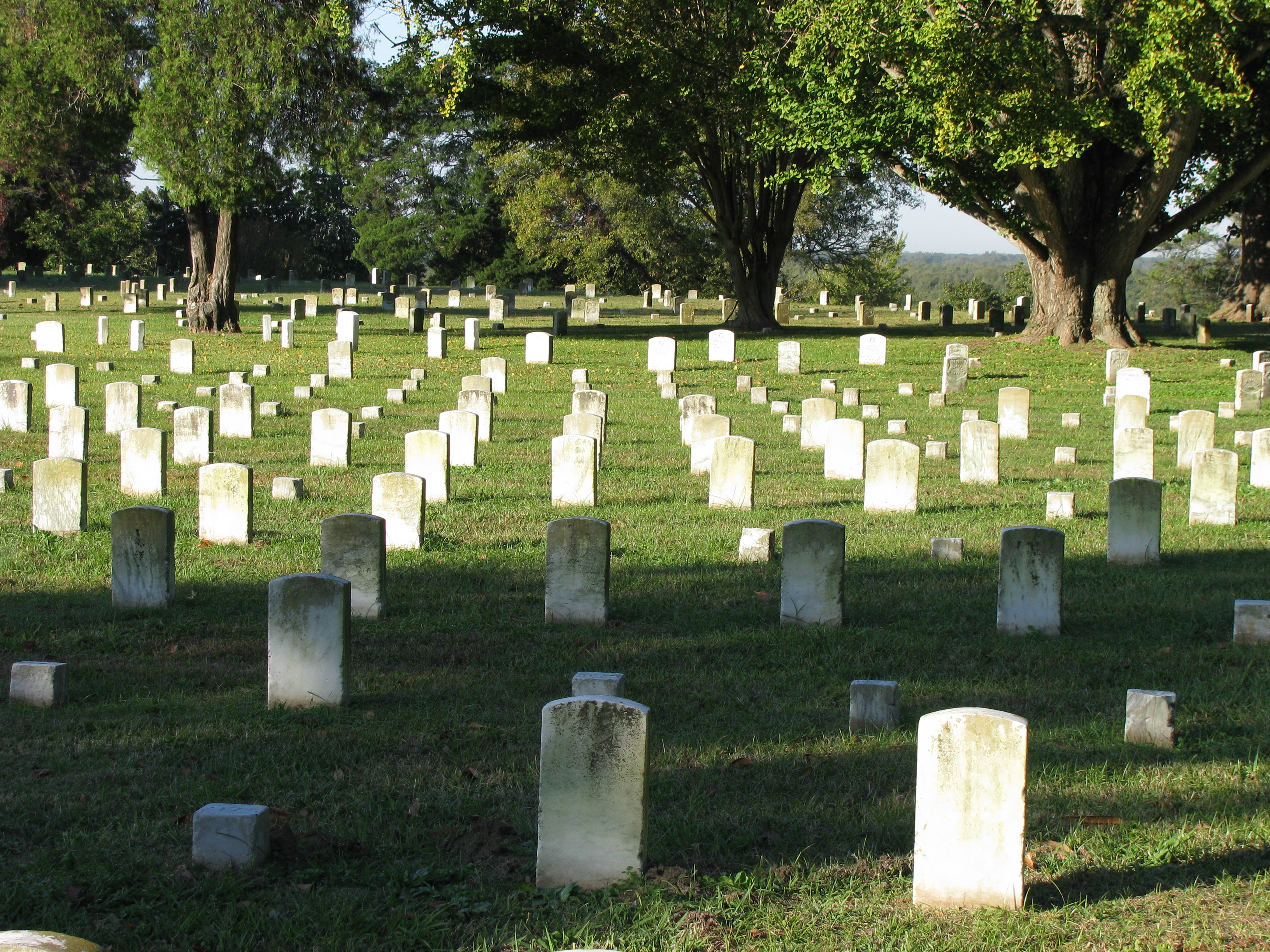
Il cimitero dei caduti nel Vicksburg National Military Park.

Il sito, che si trova tra Vicksburg e Delta, fiancheggiato dal fiume Mississippi, commemora anche la più ampia campagna di Vicksburg che ha portato all'assedio conclusivo; i fortini e le trincee ricostruite evocano i ricordi del blocco proseguito senza soluzione di continuità per 47 giorni e che si è concluso con la resa della città per fame.
La vittoria ottenuta sia qui sia all'assedio di Port Hudson, posto più a sud all'interno del territorio della Louisiana, ha dato all'Unione il pieno controllo della totalità fiume.
Il parco comprende 1 325 monumenti storici e cartelli marcatori, 32 km di trincee storiche e sterri, una strada turistica lunga 26 km, un percorso pedonale di 20,1 km, due abitazioni anteguerra, 144 cannoni piazzati sul campo, la cannoniera restaurata USS Cairo (affondata il 12 dicembre 1862 sul fiume Yazoo) ed infine anche il sito del "Canale di Grant", là dove l'Union Army tentò di costruire un passaggio navigabile per consentire alle loro imbarcazioni di aggirare il fuoco dell'artiglieria confederata.
Fino al 2017 il Civil War Trust, i suoi membri e partner hanno salvato altri 12 acri del campo di battaglia che erano in precedenza di proprietà privata.

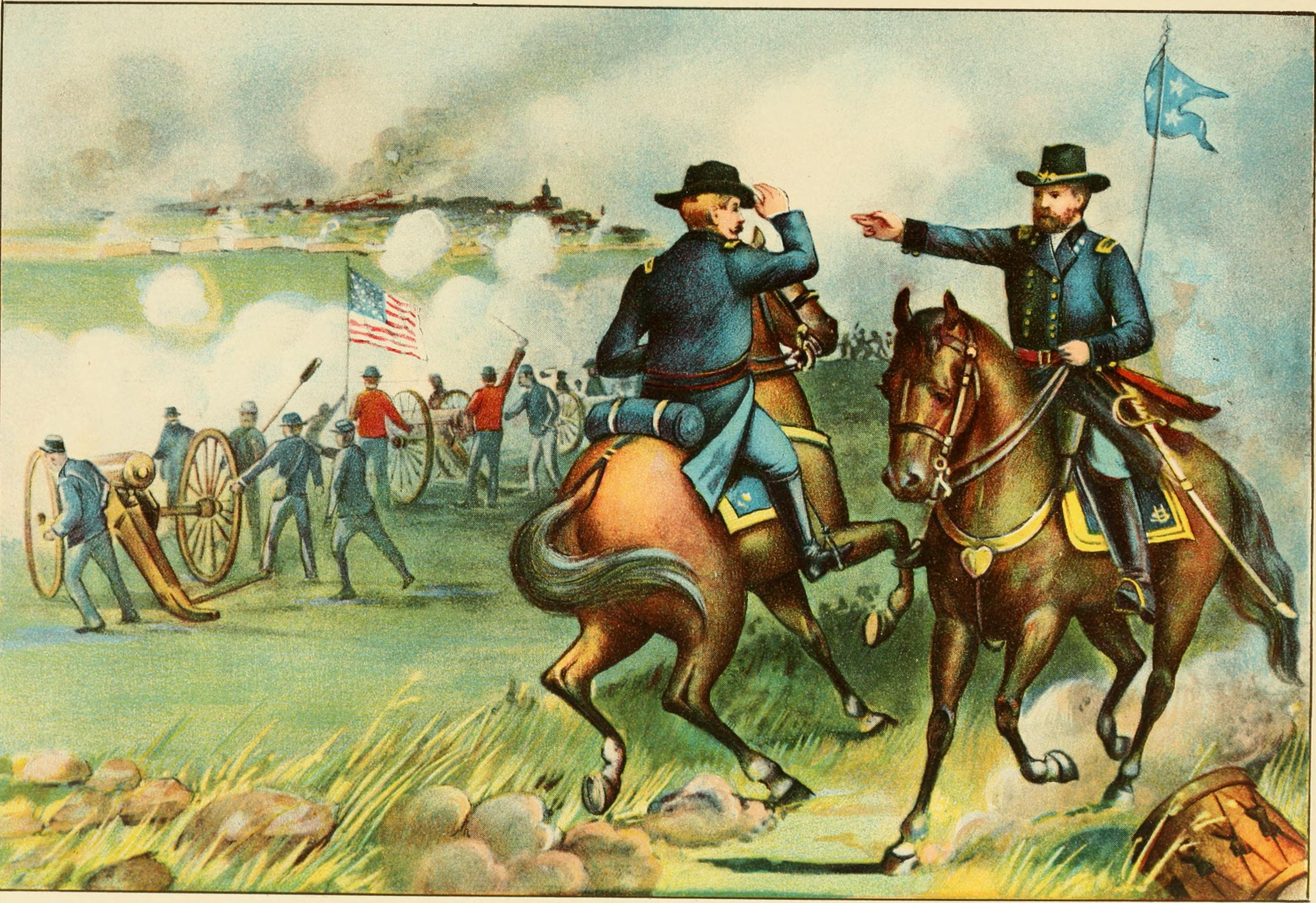
Il generale Grant sul campo di battaglia di Vicksburg.

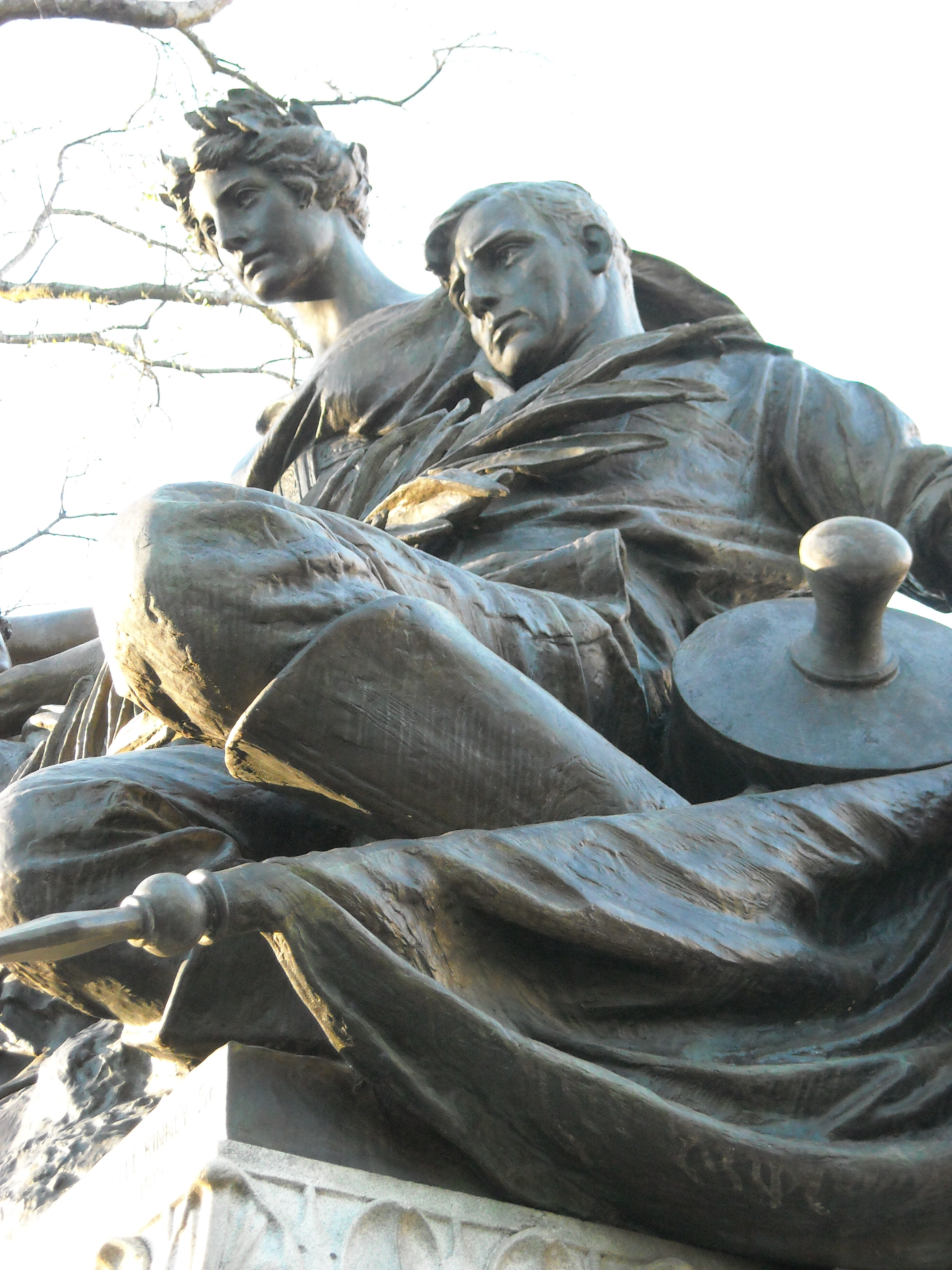
Memoriale in ricordo del soldato caduto a Vicksburg e sostenuto dalla "Madre patria".

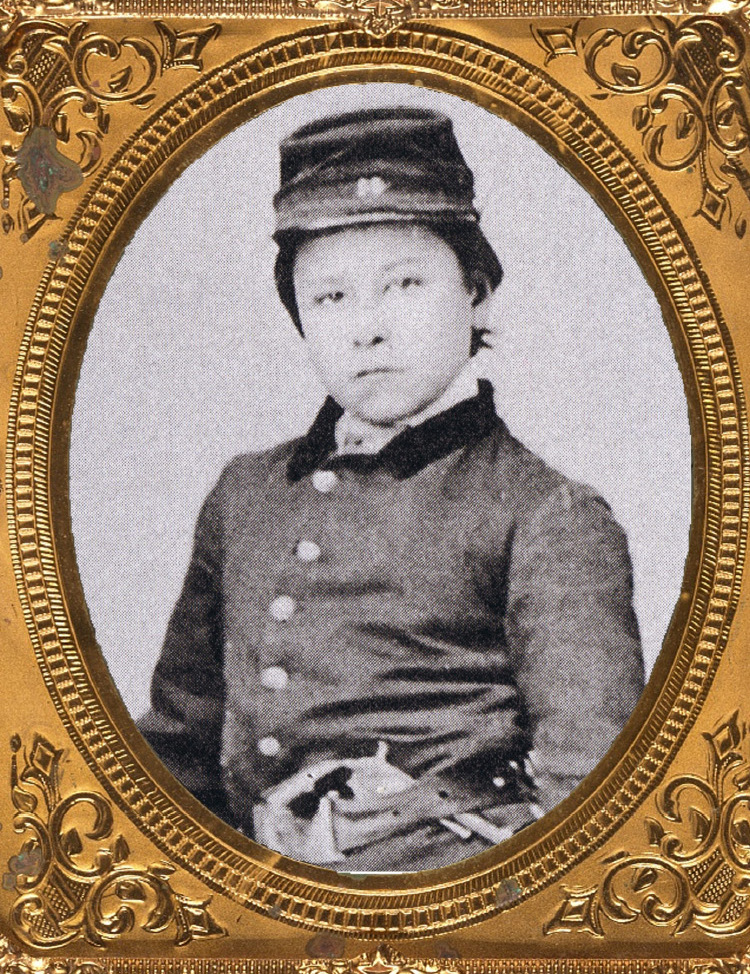
Servendo nella 55th Illinois Infantry all'età di 14 anni, Orion Howe si arruolò come volontario per una missione ad alto rischio durante l'assedio per la conquista di Vicksburg e fu gravemente ferito al di sotto di "Stockade Redan". Per il suo coraggio fu premiato con la Medal of Honor, uno dei più giovani a guadagnarsela di tutti i tempi. Il presidente Abraham Lincoln lo fece in seguito ammettere alla United States Naval Academy.

### Altre letture
- Ballard, Michael B. Grant at Vicksburg: The General and the Siege. Carbondale, IL: Southern Illinois University Press, 2013. ISBN 978-0-8093-3240-3.
- Bearss, Edwin C. Receding Tide: Vicksburg and Gettysburg: The Campaigns That Changed the Civil War. Washington, DC: National Geographic Society, 2010. ISBN 978-1-4262-0510-1.
- Groom, Winston. Vicksburg, 1863. New York: Knopf, 2009. ISBN 978-0-307-26425-1.
- Rawley, James A., Turning Points of the Civil War, University of Nebraska Press, 1966, ISBN 0-8032-8935-9, OCLC 44957745.
- Shea, William L. e Terrence J. Winschel. Vicksburg is the Key: The Struggle for the Mississippi River. Lincoln, NE: University of Nebraska Press, 2003. ISBN 978-0-8032-9344-1.
- Justin S. Solonick, Engineering Victory: The Union Siege of Vicksburg, Southern Illinois University Press, 7 aprile 2015, ISBN 978-0-8093-3392-9.
- Winschel, Terrence J. Triumph & Defeat: The Vicksburg Campaign. Campbell, CA: Savas Publishing Company, 1999. ISBN 1-882810-31-7.
- Winschel, Terrence J. Triumph & Defeat: The Vicksburg Campaign, Vol. 2. New York: Savas Beatie, 2006. ISBN 1-932714-21-9.
- Winschel, Terrence J. Vicksburg: Fall of the Confederate Gibraltar. Abilene, TX: McWhiney Foundation Press, 1999. ISBN 978-1-893114-00-5.
- Woodworth, Steven E..ed. Grant's Lieutenants: From Cairo to Vicksburg. Lawrence: University Press of Kansas, 2001. ISBN 0-7006-1127-4.
- Woodworth, Steven E.. Jefferson Davis and His Generals: The Failure of Confederate Command in the West. Lawrence: University Press of Kansas, 1990. ISBN 0-7006-0461-8.
- Woodworth, Steven E.. Nothing but Victory: The Army of the Tennessee, 1861–1865. New York: Alfred A. Knopf, 2005. ISBN 0-375-41218-2.